# Gemeinden des Kantons Zürich

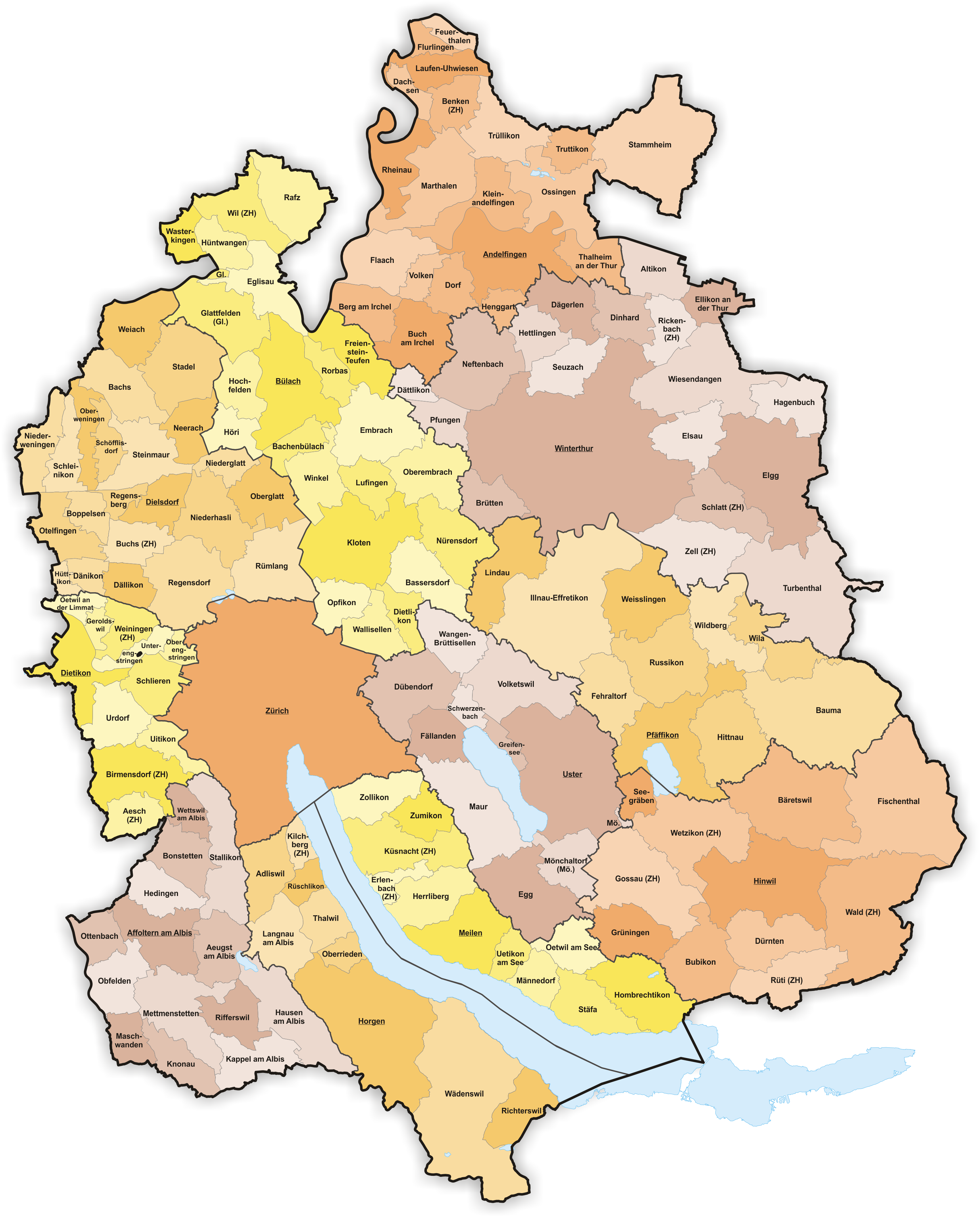
Karte der politischen Gemeinden des Kantons Zürich per 2024

Der Kanton Zürich umfasst 160 politische Gemeinden (1. Januar 2024). Hauptort des Kantons ist die gleichnamige Stadt Zürich. Bezirkshauptorte sind fett hervorgehoben.

## Liste der Gemeinden
| Wappen               | Gemeindename         | Einwohner 31. Dezember 2023 | Fläche in km² | Einwohner pro km² | Ausländeranteil in Prozent 31. Dezember 2023 | Bezirk      |
| -------------------- | -------------------- | --------------------------- | ------------- | ----------------- | -------------------------------------------- | ----------- |
| Adliswil             | Adliswil             | 19'707                      | 7,77          | 2536              | 40,9                                         | Horgen      |
| Aesch                | Aesch (ZH)           | 1698                        | 5,24          | 324               | 19,4                                         | Dietikon    |
| Aeugst am Albis      | Aeugst am Albis      | 1998                        | 7,91          | 253               | 17,0                                         | Affoltern   |
| Affoltern am Albis   | Affoltern am Albis   | 12'859                      | 10,59         | 1214              | 30,8                                         | Affoltern   |
| Altikon              | Altikon              | 756                         | 7,70          | 98                | 8,9                                          | Winterthur  |
| Andelfingen ZH       | Andelfingen          | 3578                        | 16,99         | 211               | 13,0                                         | Andelfingen |
| Bachenbülach         | Bachenbülach         | 4316                        | 4,31          | 1001              | 25,9                                         | Bülach      |
| Bachs                | Bachs                | 648                         | 9,13          | 71                | 13,7                                         | Dielsdorf   |
| Bäretswil            | Bäretswil            | 5142                        | 22,19         | 232               | 11,8                                         | Hinwil      |
| Bassersdorf          | Bassersdorf          | 12'186                      | 9,03          | 1350              | 27,5                                         | Bülach      |
| Bauma                | Bauma                | 5060                        | 29,53         | 171               | 17,3                                         | Pfäffikon   |
| Benken               | Benken (ZH)          | 853                         | 5,66          | 151               | 14,5                                         | Andelfingen |
| Berg am Irchel       | Berg am Irchel       | 600                         | 7,01          | 86                | 11,0                                         | Andelfingen |
| Birmensdorf ZH       | Birmensdorf (ZH)     | 7263                        | 11,42         | 636               | 26,9                                         | Dietikon    |
| Bonstetten           | Bonstetten           | 5678                        | 7,43          | 764               | 19,0                                         | Affoltern   |
| Boppelsen            | Boppelsen            | 1446                        | 3,96          | 365               | 12,7                                         | Dielsdorf   |
| Brütten              | Brütten              | 2186                        | 6,60          | 331               | 9,0                                          | Winterthur  |
| Bubikon              | Bubikon              | 7614                        | 11,61         | 656               | 12,2                                         | Hinwil      |
| Buch am Irchel       | Buch am Irchel       | 1032                        | 10,21         | 101               | 7,9                                          | Andelfingen |
| Buchs ZH             | Buchs (ZH)           | 6664                        | 5,84          | 1141              | 27,3                                         | Dielsdorf   |
| Bülach               | Bülach               | 24'186                      | 16,09         | 1503              | 30,9                                         | Bülach      |
| Dachsen              | Dachsen              | 1971                        | 2,70          | 730               | 15,1                                         | Andelfingen |
| Dägerlen             | Dägerlen             | 1126                        | 7,95          | 142               | 8,3                                          | Winterthur  |
| Dällikon             | Dällikon             | 4387                        | 4,51          | 973               | 31,9                                         | Dielsdorf   |
| Dänikon              | Dänikon              | 1867                        | 2,87          | 651               | 26,7                                         | Dielsdorf   |
| Dättlikon            | Dättlikon            | 842                         | 2,88          | 292               | 7,5                                          | Winterthur  |
| Dielsdorf            | Dielsdorf            | 6391                        | 5,87          | 1089              | 35,6                                         | Dielsdorf   |
| Dietikon             | Dietikon             | 28'201                      | 9,34          | 3019              | 48,7                                         | Dietikon    |
| Dietlikon            | Dietlikon            | 8036                        | 4,25          | 1891              | 26,6                                         | Bülach      |
| Dinhard              | Dinhard              | 1733                        | 7,07          | 245               | 9,4                                          | Winterthur  |
| Dorf ZH              | Dorf                 | 721                         | 5,56          | 130               | 10,5                                         | Andelfingen |
| Dübendorf            | Dübendorf            | 31'506                      | 13,62         | 2313              | 37,0                                         | Uster       |
| Dürnten              | Dürnten              | 7877                        | 10,22         | 771               | 20,3                                         | Hinwil      |
| Egg ZH               | Egg                  | 8816                        | 14,53         | 607               | 21,8                                         | Uster       |
| Eglisau              | Eglisau              | 5667                        | 9,06          | 625               | 24,7                                         | Bülach      |
| Elgg                 | Elgg                 | 5144                        | 24,39         | 211               | 20,5                                         | Winterthur  |
| Ellikon an der Thur  | Ellikon an der Thur  | 1026                        | 5,02          | 204               | 11,3                                         | Winterthur  |
| Elsau                | Elsau                | 3766                        | 8,07          | 467               | 17,0                                         | Winterthur  |
| Embrach              | Embrach              | 10'308                      | 12,69         | 812               | 30,9                                         | Bülach      |
| Erlenbach ZH         | Erlenbach (ZH)       | 5542                        | 2,89          | 1918              | 24,4                                         | Meilen      |
| Faellanden           | Fällanden            | 9583                        | 6,38          | 1502              | 25,6                                         | Uster       |
| Fehraltorf           | Fehraltorf           | 6860                        | 9,47          | 724               | 19,8                                         | Pfäffikon   |
| Feuerthalen          | Feuerthalen          | 3811                        | 2,48          | 1537              | 24,6                                         | Andelfingen |
| Fischenthal          | Fischenthal          | 2625                        | 30,24         | 87                | 17,3                                         | Hinwil      |
| Flaach               | Flaach               | 1488                        | 10,17         | 146               | 18,0                                         | Andelfingen |
| Flurlingen           | Flurlingen           | 1514                        | 2,42          | 626               | 16,7                                         | Andelfingen |
| Freienstein-Teufen   | Freienstein-Teufen   | 2379                        | 8,40          | 283               | 17,6                                         | Bülach      |
| Geroldswil           | Geroldswil           | 5261                        | 1,93          | 2726              | 30,1                                         | Dietikon    |
| Glattfelden          | Glattfelden          | 5406                        | 12,29         | 440               | 25,4                                         | Bülach      |
| Gossau ZH            | Gossau (ZH)          | 10'569                      | 18,26         | 579               | 16,7                                         | Hinwil      |
| Greifensee           | Greifensee           | 5394                        | 2,31          | 2335              | 22,0                                         | Uster       |
| Grüningen ZH         | Grüningen            | 3843                        | 8,79          | 437               | 15,2                                         | Hinwil      |
| Hagenbuch ZH         | Hagenbuch            | 1163                        | 8,13          | 143               | 12,6                                         | Winterthur  |
| Hausen am Albis      | Hausen am Albis      | 3974                        | 13,60         | 292               | 17,6                                         | Affoltern   |
| Hedingen             | Hedingen             | 3963                        | 6,53          | 607               | 20,1                                         | Affoltern   |
| Henggart             | Henggart             | 2325                        | 3,03          | 767               | 11,1                                         | Andelfingen |
| Herrliberg           | Herrliberg           | 6751                        | 8,99          | 751               | 24,1                                         | Meilen      |
| Hettlingen ZH        | Hettlingen           | 3219                        | 5,90          | 546               | 10,2                                         | Winterthur  |
| Hinwil               | Hinwil               | 11'832                      | 22,28         | 531               | 19,3                                         | Hinwil      |
| Hittnau              | Hittnau              | 3912                        | 12,95         | 302               | 8,6                                          | Pfäffikon   |
| Hochfelden           | Hochfelden           | 1987                        | 6,17          | 322               | 15,0                                         | Bülach      |
| Hombrechtikon        | Hombrechtikon        | 8999                        | 12,19         | 738               | 22,4                                         | Meilen      |
| Horgen               | Horgen               | 23'709                      | 30,82         | 769               | 30,7                                         | Horgen      |
| Höri                 | Höri                 | 3509                        | 4,79          | 733               | 38,9                                         | Bülach      |
| Hüntwangen           | Hüntwangen           | 1107                        | 4,91          | 225               | 13,9                                         | Bülach      |
| Hüttikon             | Hüttikon             | 974                         | 1,59          | 613               | 17,5                                         | Dielsdorf   |
| Illnau-Effretikon    | Illnau-Effretikon    | 17'679                      | 32,91         | 537               | 28,8                                         | Pfäffikon   |
| Kappel am Albis      | Kappel am Albis      | 1323                        | 7,92          | 167               | 16,0                                         | Affoltern   |
| Kilchberg ZH         | Kilchberg (ZH)       | 9438                        | 2,58          | 3658              | 33,1                                         | Horgen      |
| Kleinandelfingen     | Kleinandelfingen     | 2203                        | 10,29         | 214               | 13,8                                         | Andelfingen |
| Kloten               | Kloten               | 21'272                      | 19,09         | 1114              | 36,7                                         | Bülach      |
| Knonau               | Knonau               | 2454                        | 6,47          | 379               | 18,9                                         | Affoltern   |
| Küsnacht ZH          | Küsnacht             | 15'162                      | 12,36         | 1227              | 28,6                                         | Meilen      |
| Langnau am Albis     | Langnau am Albis     | 8157                        | 8,67          | 941               | 30,3                                         | Horgen      |
| Laufen-Uhwiesen      | Laufen-Uhwiesen      | 1813                        | 6,28          | 289               | 14,0                                         | Andelfingen |
| Lindau               | Lindau               | 5875                        | 11,99         | 490               | 21,7                                         | Pfäffikon   |
| Lufingen             | Lufingen             | 2840                        | 5,18          | 548               | 21,0                                         | Bülach      |
| Männedorf            | Männedorf            | 11'666                      | 4,77          | 2446              | 22,1                                         | Meilen      |
| Marthalen            | Marthalen            | 1953                        | 14,13         | 138               | 12,4                                         | Andelfingen |
| Maschwanden          | Maschwanden          | 644                         | 4,69          | 137               | 14,9                                         | Affoltern   |
| Maur                 | Maur                 | 10'919                      | 14,77         | 739               | 22,5                                         | Uster       |
| Meilen               | Meilen               | 14'751                      | 11,94         | 1235              | 24,2                                         | Meilen      |
| Mettmenstetten       | Mettmenstetten       | 5707                        | 13,03         | 438               | 16,7                                         | Affoltern   |
| Mönchaltorf          | Mönchaltorf          | 4237                        | 7,59          | 558               | 18,7                                         | Uster       |
| Neerach              | Neerach              | 3316                        | 4,69          | 137               | 14,0                                         | Dielsdorf   |
| Neftenbach           | Neftenbach           | 5763                        | 15,07         | 382               | 12,9                                         | Winterthur  |
| Niederglatt          | Niederglatt          | 5341                        | 3,60          | 1484              | 27,7                                         | Dielsdorf   |
| Niederhasli          | Niederhasli          | 9611                        | 11,30         | 851               | 27,8                                         | Dielsdorf   |
| Niederweningen       | Niederweningen       | 3238                        | 6,85          | 473               | 18,9                                         | Dielsdorf   |
| Nürensdorf           | Nürensdorf           | 5788                        | 10,22         | 566               | 17,7                                         | Bülach      |
| Oberembrach          | Oberembrach          | 1105                        | 10,26         | 108               | 13,8                                         | Bülach      |
| Oberengstringen      | Oberengstringen      | 6812                        | 2,15          | 3168              | 36,1                                         | Dietikon    |
| Oberglatt            | Oberglatt            | 7595                        | 8,25          | 921               | 37,9                                         | Dielsdorf   |
| Oberrieden ZH        | Oberrieden           | 5393                        | 2,79          | 1933              | 23,8                                         | Horgen      |
| Oberweningen         | Oberweningen         | 1891                        | 4,94          | 383               | 24,5                                         | Dielsdorf   |
| Obfelden             | Obfelden             | 5881                        | 7,54          | 780               | 22,4                                         | Affoltern   |
| Oetwil am See        | Oetwil am See        | 5075                        | 6,11          | 831               | 31,4                                         | Meilen      |
| Oetwil an der Limmat | Oetwil an der Limmat | 2593                        | 2,77          | 936               | 20,0                                         | Dietikon    |
| Opfikon              | Opfikon              | 21'553                      | 5,59          | 3856              | 45,9                                         | Bülach      |
| Ossingen             | Ossingen             | 1703                        | 13,09         | 130               | 10,8                                         | Andelfingen |
| Otelfingen           | Otelfingen           | 3001                        | 7,15          | 420               | 23,6                                         | Dielsdorf   |
| Ottenbach            | Ottenbach            | 2973                        | 5,02          | 592               | 17,0                                         | Affoltern   |
| Pfäffikon ZH         | Pfäffikon            | 12'509                      | 19,52         | 641               | 20,5                                         | Pfäffikon   |
| Pfungen              | Pfungen              | 4131                        | 4,99          | 828               | 26,0                                         | Winterthur  |
| Rafz                 | Rafz                 | 4766                        | 10,68         | 446               | 24,2                                         | Bülach      |
| Regensberg           | Regensberg           | 462                         | 2,37          | 195               | 18,2                                         | Dielsdorf   |
| Regensdorf           | Regensdorf           | 19'676                      | 14,62         | 1346              | 36,6                                         | Dielsdorf   |
| Rheinau ZH           | Rheinau              | 1290                        | 8,95          | 144               | 18,6                                         | Andelfingen |
| Richterswil          | Richterswil          | 14'209                      | 7,53          | 1887              | 21,5                                         | Horgen      |
| Rickenbach ZH        | Rickenbach (ZH)      | 2821                        | 6,02          | 469               | 12,9                                         | Winterthur  |
| Rifferswil           | Rifferswil           | 1145                        | 6,51          | 176               | 10,4                                         | Affoltern   |
| Rorbas               | Rorbas               | 3012                        | 4,44          | 678               | 27,2                                         | Bülach      |
| Rümlang              | Rümlang              | 8194                        | 12,41         | 660               | 30,2                                         | Dielsdorf   |
| Rüschlikon           | Rüschlikon           | 6275                        | 2,93          | 2142              | 31,9                                         | Horgen      |
| Russikon             | Russikon             | 4567                        | 14,21         | 321               | 14,6                                         | Pfäffikon   |
| Rüti ZH              | Rüti (ZH)            | 12'862                      | 10,06         | 1279              | 26,6                                         | Hinwil      |
| Schlatt ZH           | Schlatt (ZH)         | 774                         | 8,97          | 86                | 8,9                                          | Winterthur  |
| Schleinikon          | Schleinikon          | 870                         | 5,68          | 153               | 12,5                                         | Dielsdorf   |
| Schlieren            | Schlieren            | 20'581                      | 6,59          | 3123              | 46,8                                         | Dietikon    |
| Schöfflisdorf        | Schöfflisdorf        | 1391                        | 4,01          | 347               | 17,5                                         | Dielsdorf   |
| Schwerzenbach        | Schwerzenbach        | 5172                        | 2,65          | 1952              | 28,0                                         | Uster       |
| Seegräben            | Seegräben            | 1469                        | 3,77          | 390               | 16,1                                         | Hinwil      |
| Seuzach              | Seuzach              | 7880                        | 7,56          | 1042              | 15,3                                         | Winterthur  |
| Stadel               | Stadel               | 2357                        | 12,89         | 183               | 14,8                                         | Dielsdorf   |
| Stammheim            | Stammheim            | 2902                        | 23,96         | 121               | 10,2                                         | Andelfingen |
| Stäfa                | Stäfa                | 15'067                      | 8,59          | 1754              | 20,7                                         | Meilen      |
| Stallikon            | Stallikon            | 3879                        | 12,02         | 323               | 21,8                                         | Affoltern   |
| Steinmaur            | Steinmaur            | 3714                        | 9,39          | 396               | 28,5                                         | Dielsdorf   |
| Thalheim an der Thur | Thalheim an der Thur | 1026                        | 6,44          | 159               | 10,7                                         | Andelfingen |
| Thalwil              | Thalwil              | 18'561                      | 5,51          | 3369              | 31,8                                         | Horgen      |
| Trüllikon            | Trüllikon            | 1095                        | 9,56          | 115               | 10,8                                         | Andelfingen |
| Truttikon            | Truttikon            | 470                         | 4,41          | 107               | 8,5                                          | Andelfingen |
| Turbenthal           | Turbenthal           | 5180                        | 25,22         | 205               | 20,7                                         | Winterthur  |
| Uetikon am See       | Uetikon am See       | 6361                        | 3,46          | 1838              | 22,0                                         | Meilen      |
| Uitikon              | Uitikon              | 5510                        | 4,38          | 1258              | 21,7                                         | Dietikon    |
| Unterengstringen     | Unterengstringen     | 4308                        | 3,34          | 1290              | 26,5                                         | Dietikon    |
| Urdorf               | Urdorf               | 10'424                      | 7,58          | 1375              | 26,6                                         | Dietikon    |
| Uster                | Uster                | 36'352                      | 28,49         | 1276              | 24,7                                         | Uster       |
| Volken               | Volken               | 384                         | 3,20          | 120               | 10,2                                         | Andelfingen |
| Volketswil           | Volketswil           | 19'723                      | 14,04         | 1405              | 26,3                                         | Uster       |
| Wädenswil            | Wädenswil            | 25'753                      | 35,64         | 723               | 23,9                                         | Horgen      |
| Wald ZH              | Wald (ZH)            | 10'562                      | 25,27         | 418               | 27,4                                         | Hinwil      |
| Wallisellen          | Wallisellen          | 17'625                      | 6,42          | 2745              | 32,6                                         | Bülach      |
| Wangen-Brüttisellen  | Wangen-Brüttisellen  | 8212                        | 7,92          | 1037              | 28,6                                         | Uster       |
| Wasterkingen         | Wasterkingen         | 577                         | 3,96          | 146               | 12,8                                         | Bülach      |
| Weiach               | Weiach               | 2123                        | 9,58          | 222               | 25,2                                         | Dielsdorf   |
| Weiningen ZH         | Weiningen (ZH)       | 5062                        | 5,38          | 941               | 30,9                                         | Dietikon    |
| Weisslingen          | Weisslingen          | 3466                        | 12,81         | 271               | 11,9                                         | Pfäffikon   |
| Wettswil am Albis    | Wettswil am Albis    | 5323                        | 3,77          | 1412              | 17,0                                         | Affoltern   |
| Wetzikon             | Wetzikon             | 26'462                      | 16,81         | 1574              | 28,6                                         | Hinwil      |
| Wiesendangen         | Wiesendangen         | 6727                        | 19,17         | 351               | 10,1                                         | Winterthur  |
| Wil ZH               | Wil (ZH)             | 1577                        | 8,94          | 176               | 15,7                                         | Bülach      |
| Wila                 | Wila                 | 2077                        | 9,19          | 226               | 14,8                                         | Pfäffikon   |
| Wildberg             | Wildberg             | 1028                        | 10,57         | 97                | 9,0                                          | Pfäffikon   |
| Winkel               | Winkel               | 4929                        | 8,11          | 608               | 17,1                                         | Bülach      |
| Winterthur           | Winterthur           | 119'315                     | 68,07         | 1753              | 26,4                                         | Winterthur  |
| Zell ZH              | Zell (ZH)            | 6717                        | 12,97         | 518               | 22,6                                         | Winterthur  |
| Zollikon             | Zollikon             | 13'570                      | 7,85          | 1729              | 27,3                                         | Meilen      |
| Zumikon              | Zumikon              | 5766                        | 5,48          | 1052              | 26,2                                         | Meilen      |
| Stadt Zürich         | Zürich               | 433'989                     | 87,93         | 4936              | 33,8                                         | Zürich      |
| Kanton Zürich        | Kanton Zürich (160)  | 1'605'508                   | 1.728,94      | 929               | 28,6                                         | —           |

Die Landfläche des Kantons Zürich beträgt 1660,83 km², hinzu kommt ein Seeflächenanteil von 68,11 km², total 1728,94 km² (Greifensee 8,30 km², Anteil Zürichsee 59,81 km²). Der Pfäffikersee misst 3,30 km², sieben weitere Gewässer messen zusammen 1,22 km².

## Veränderungen im Gemeindebestand

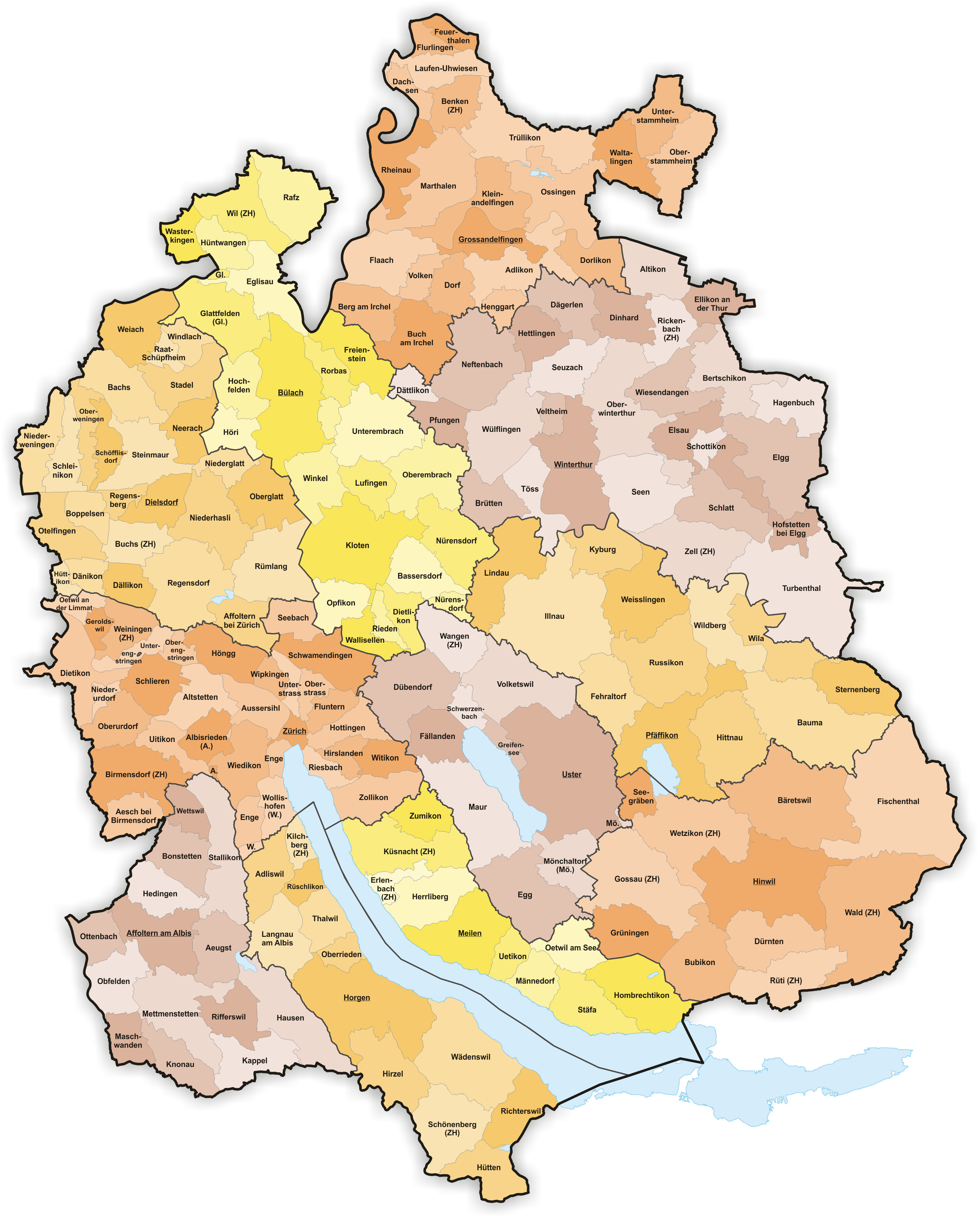
Gemeinden bis 22.03.1850
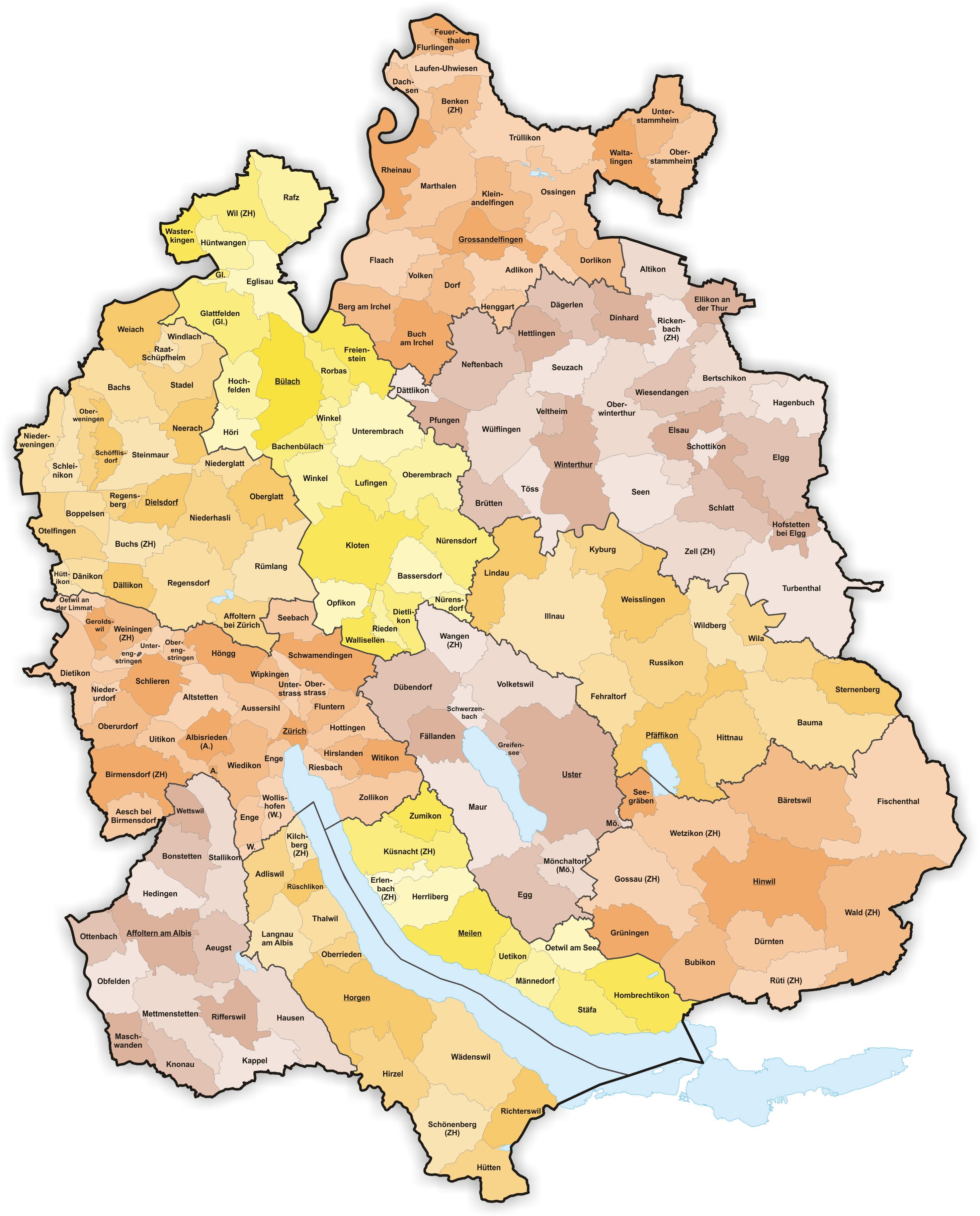
Gemeinden bis 1871
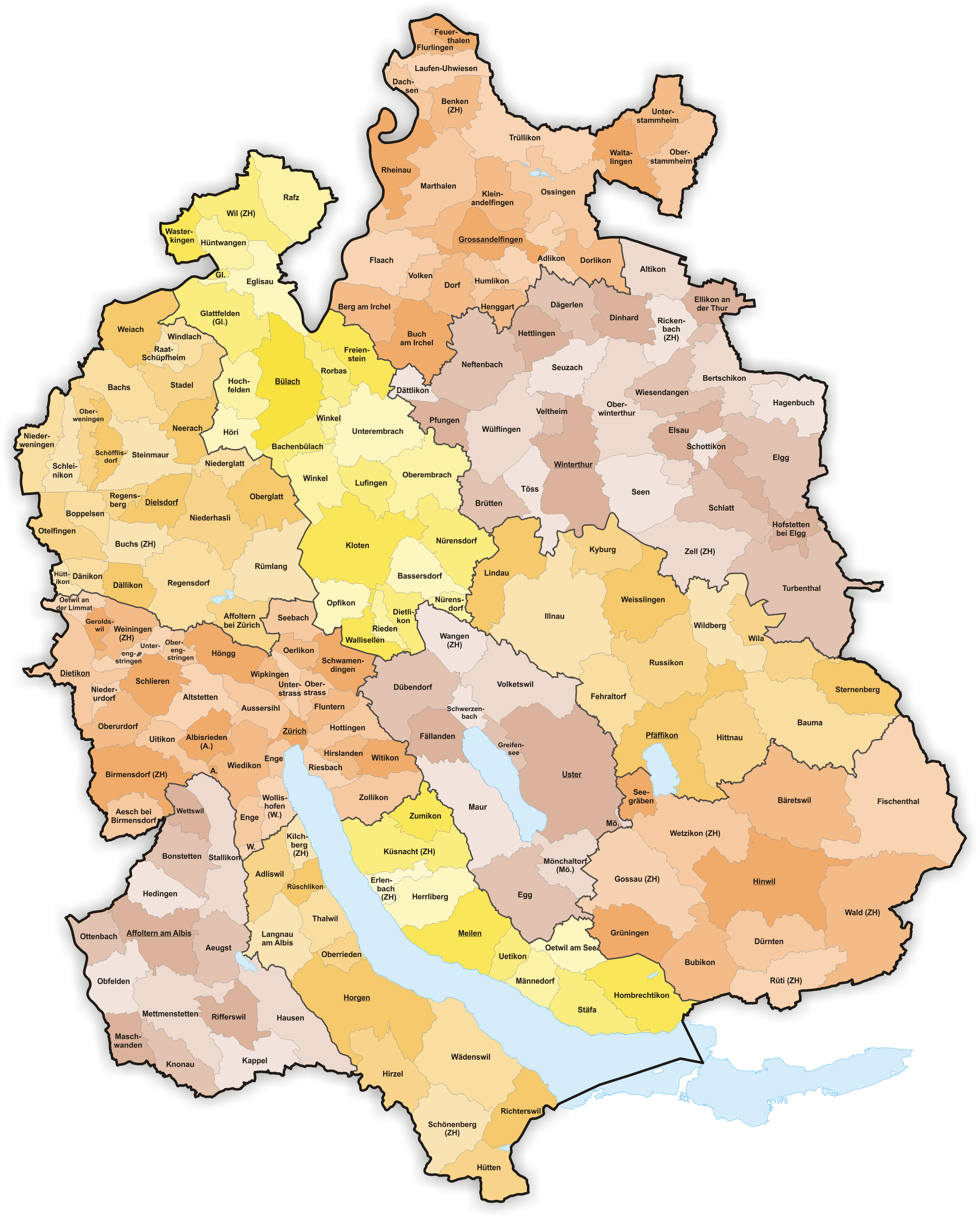
Gemeinden bis 1877
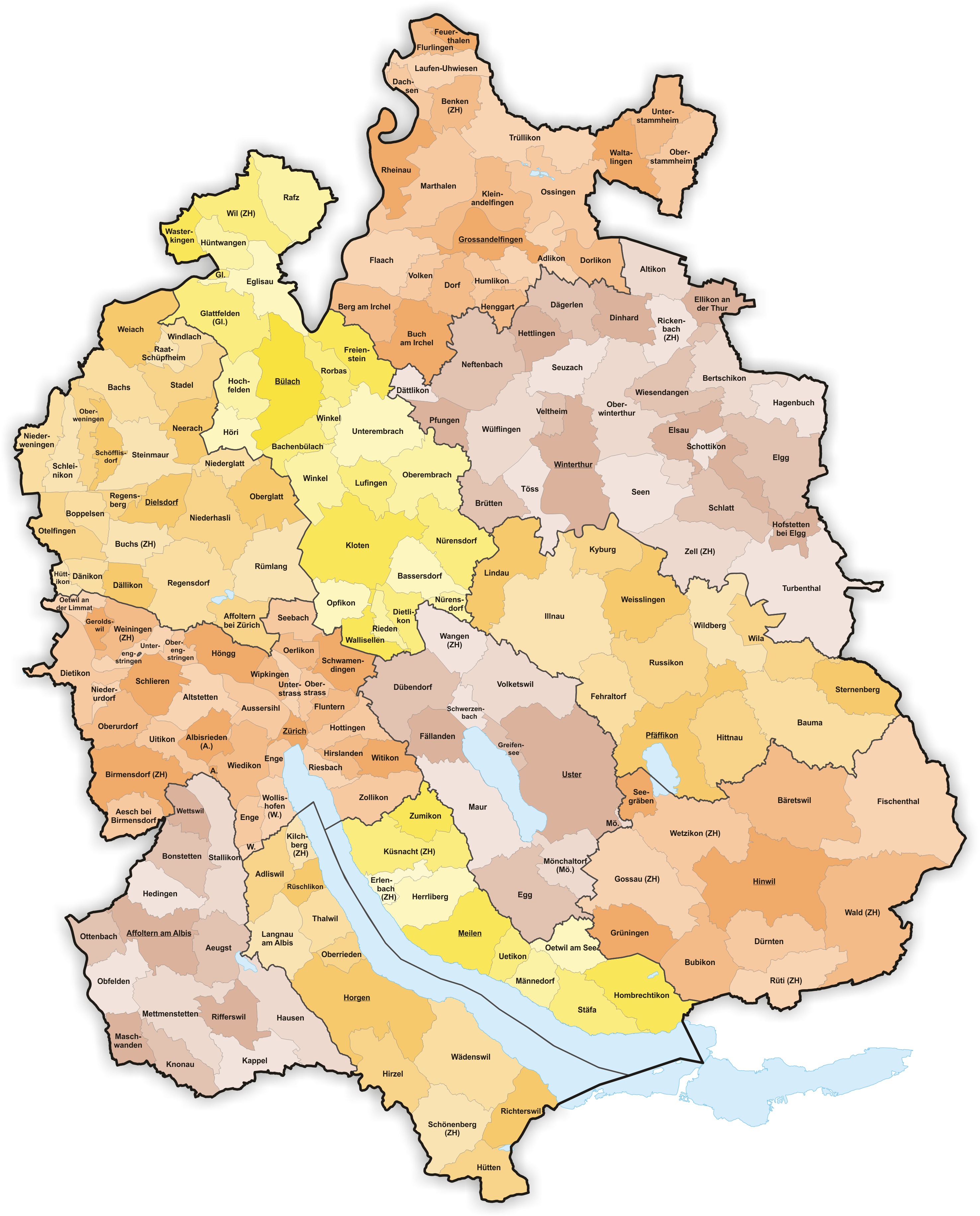
Gemeinden bis 1878
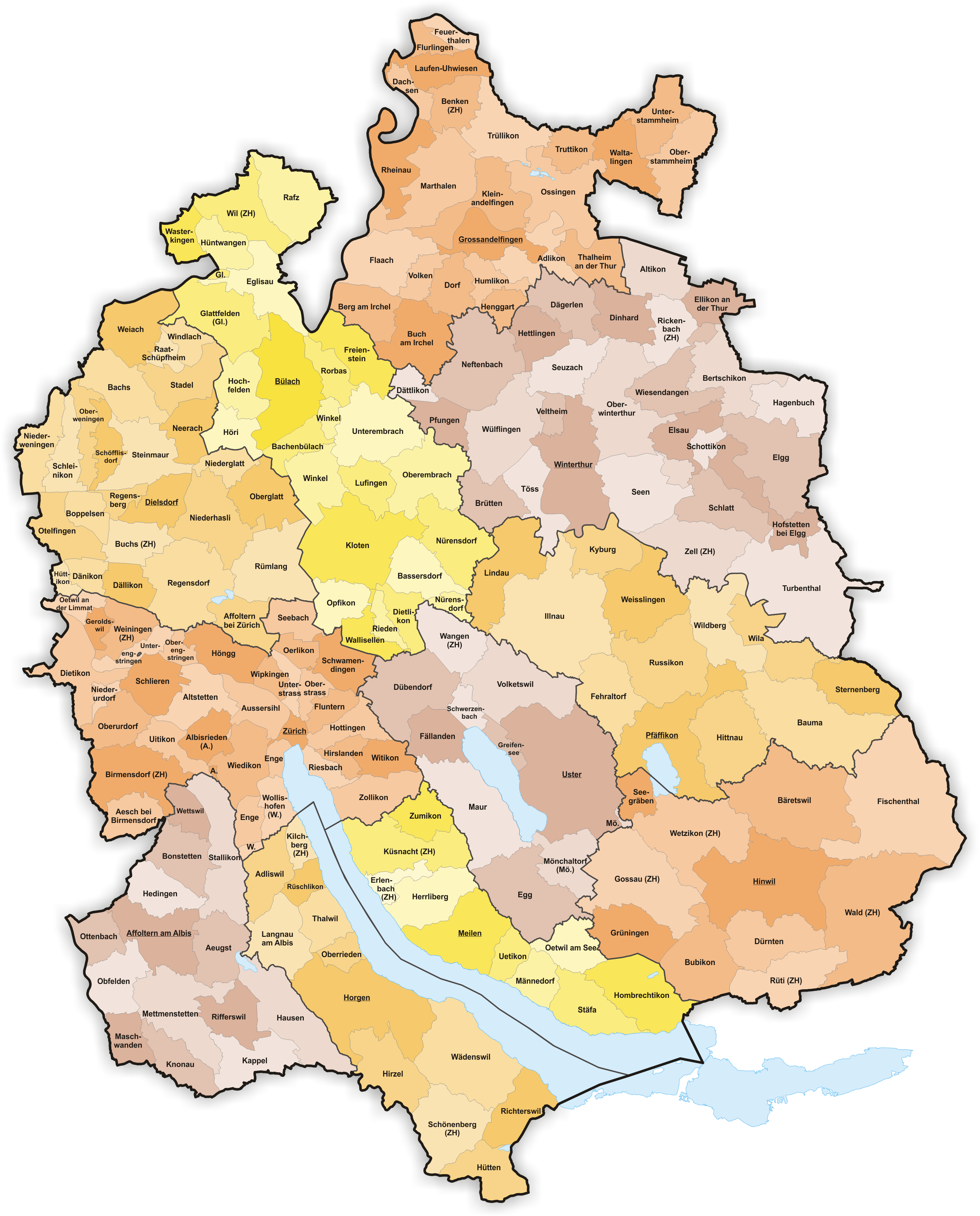
Gemeinden bis 1892
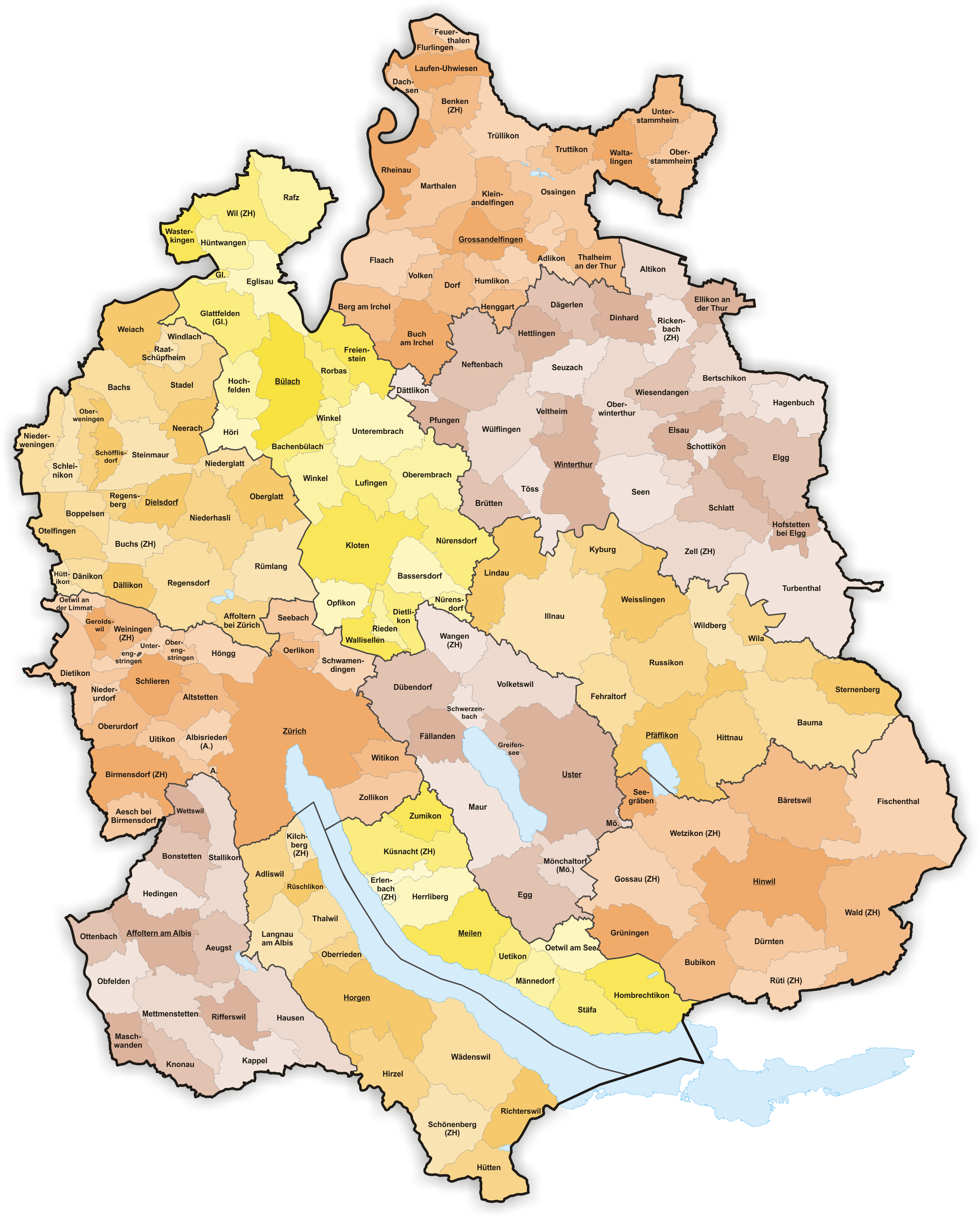
Gemeinden bis 1906
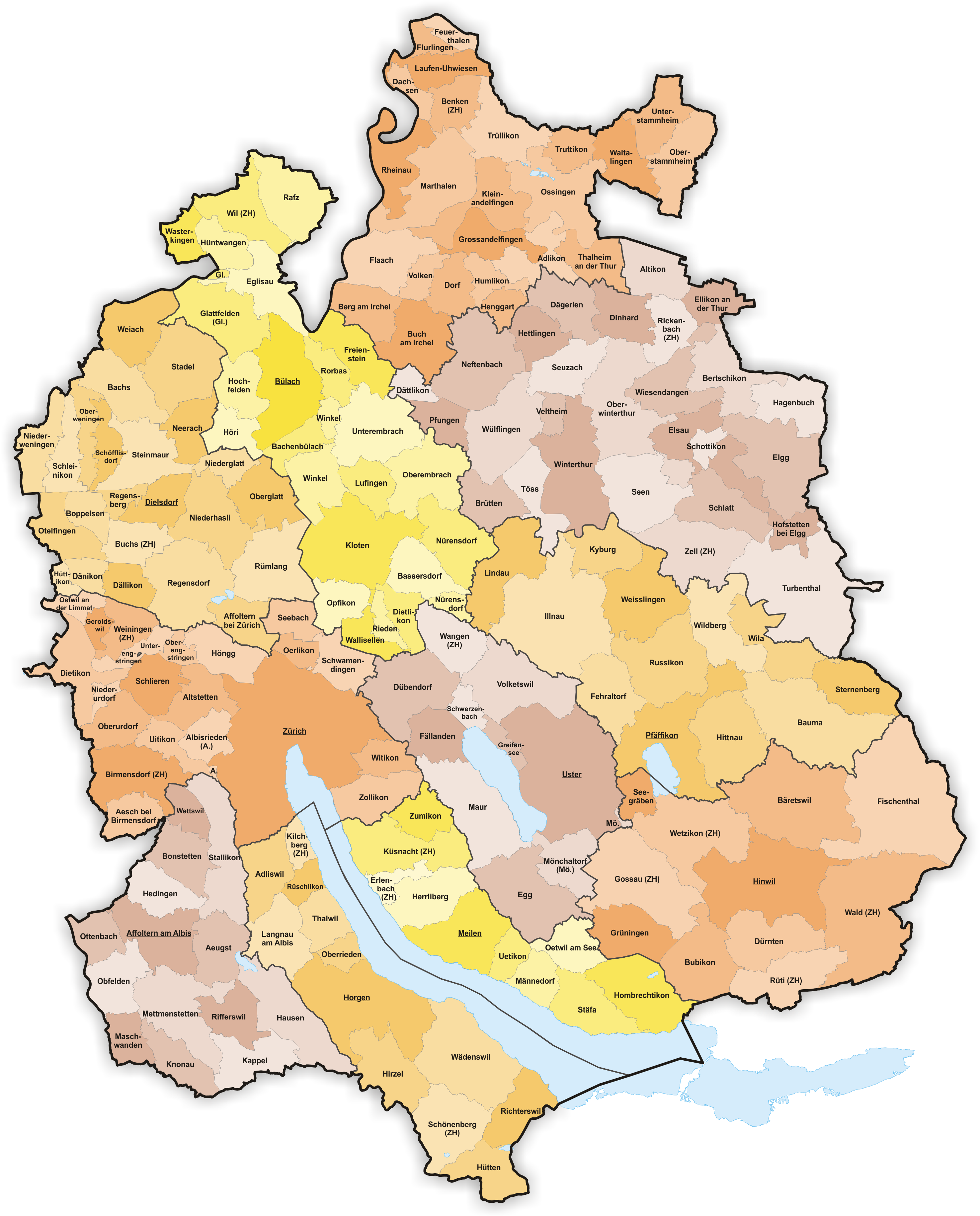
Gemeinden bis 1910
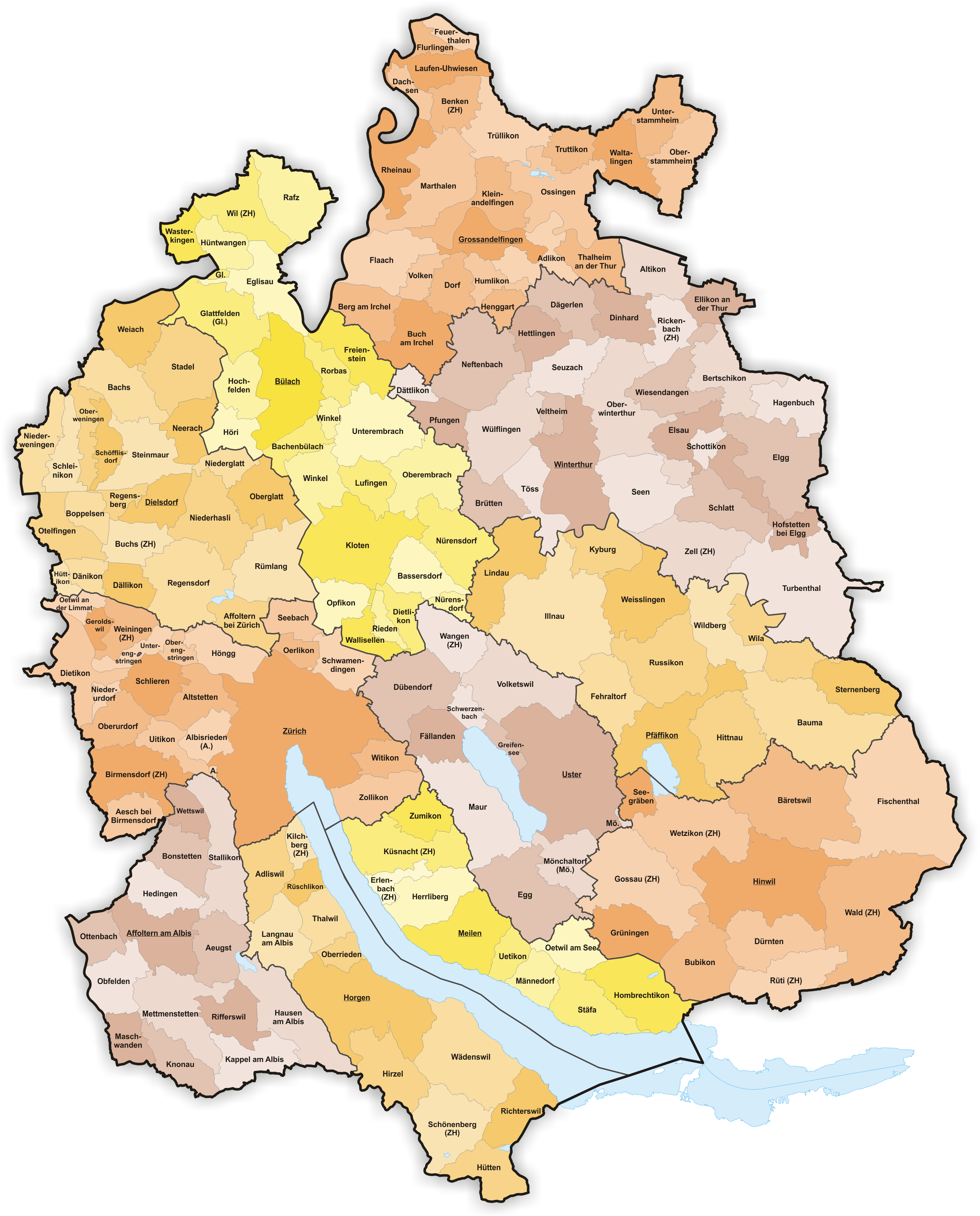
Gemeinden bis 1915
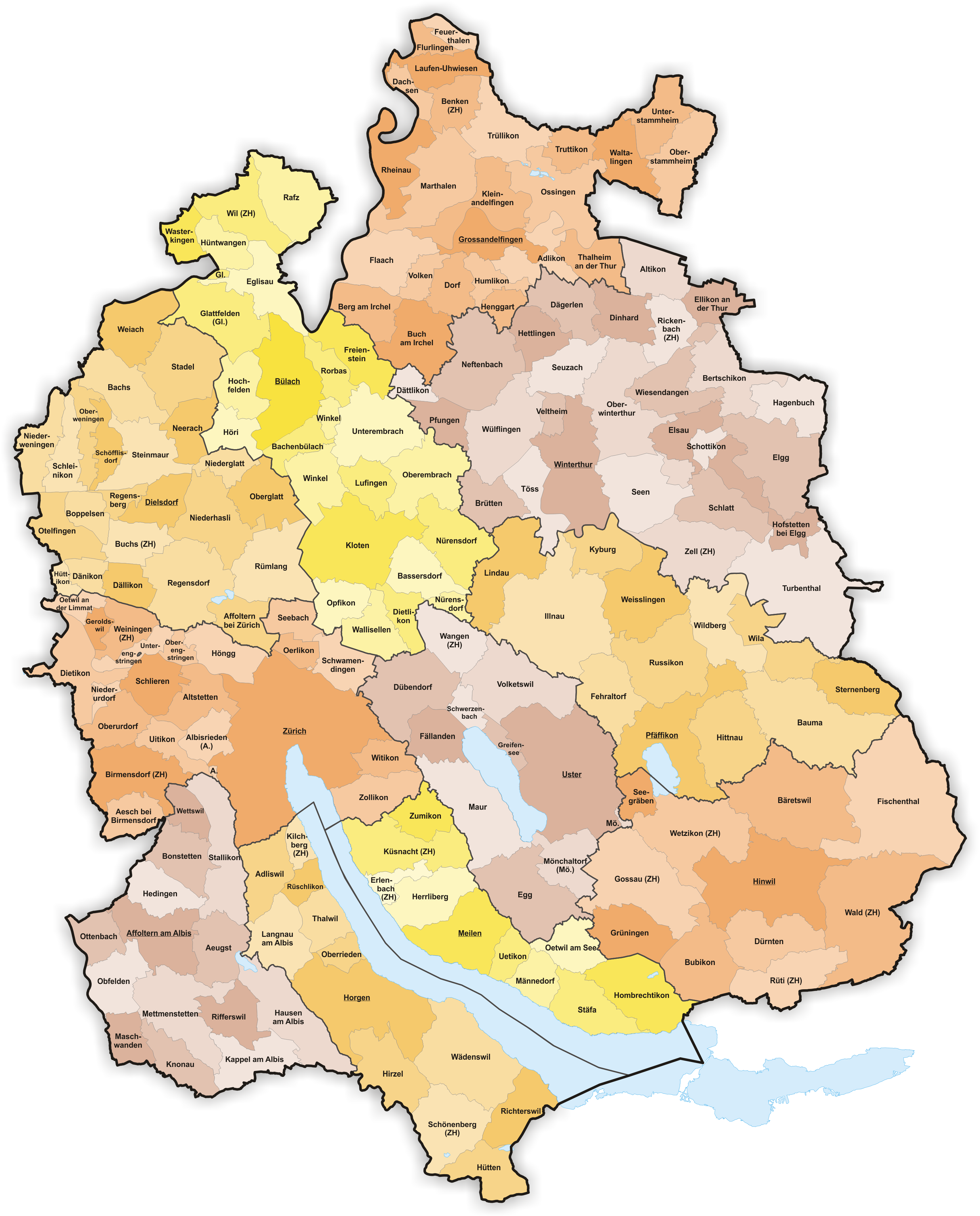
Gemeinden bis 31.03.1917
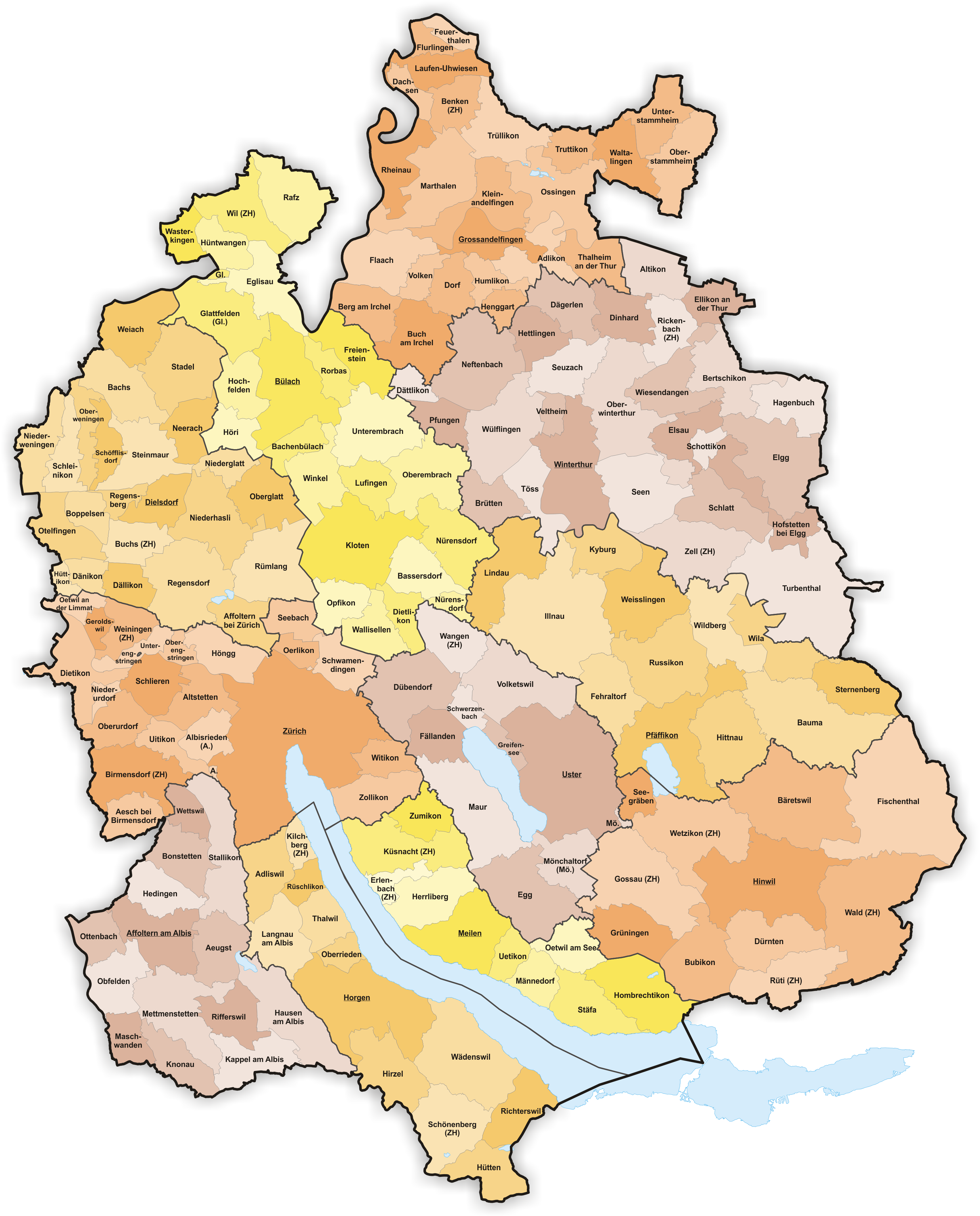
Gemeinden bis 1921
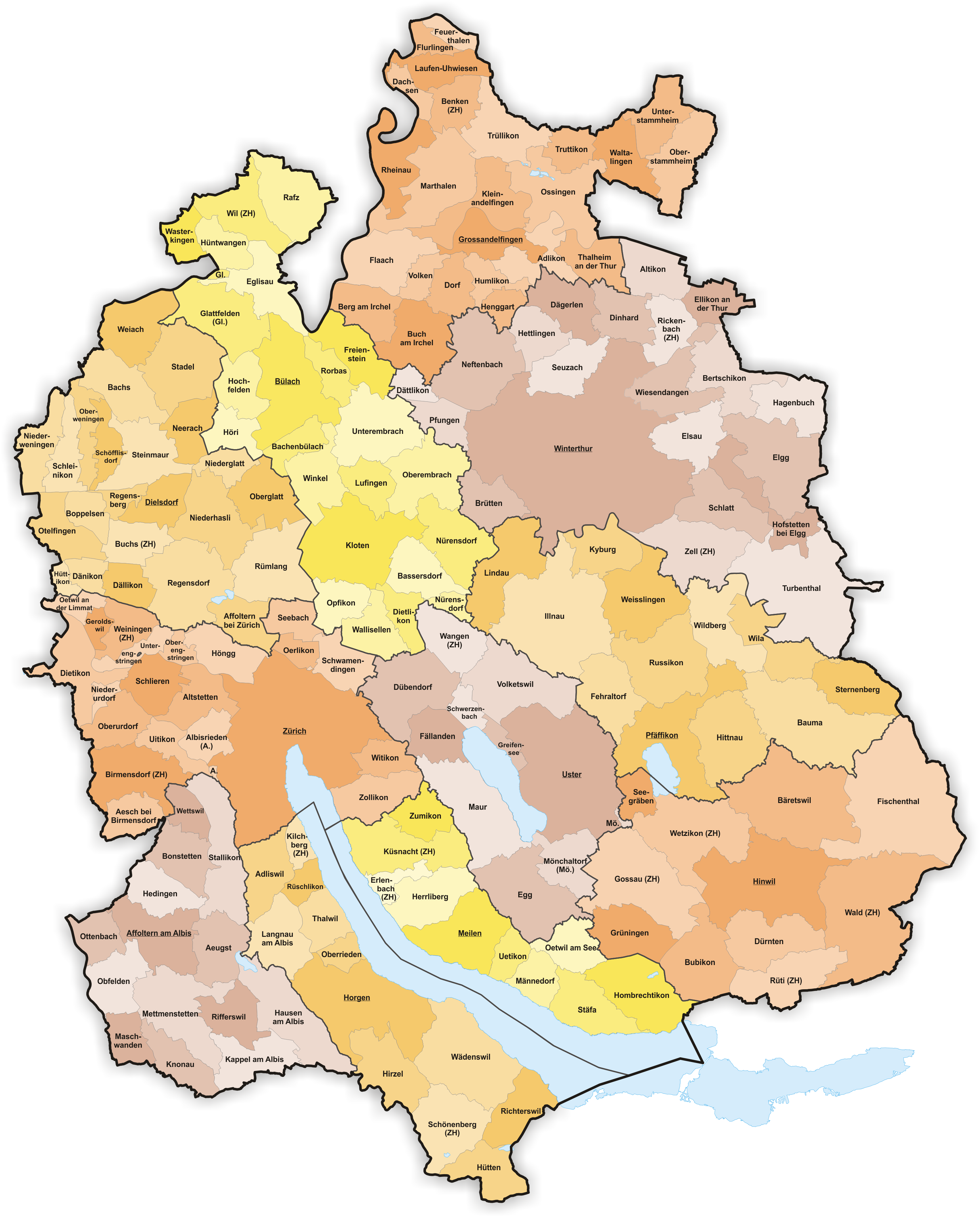
Gemeinden bis 1926
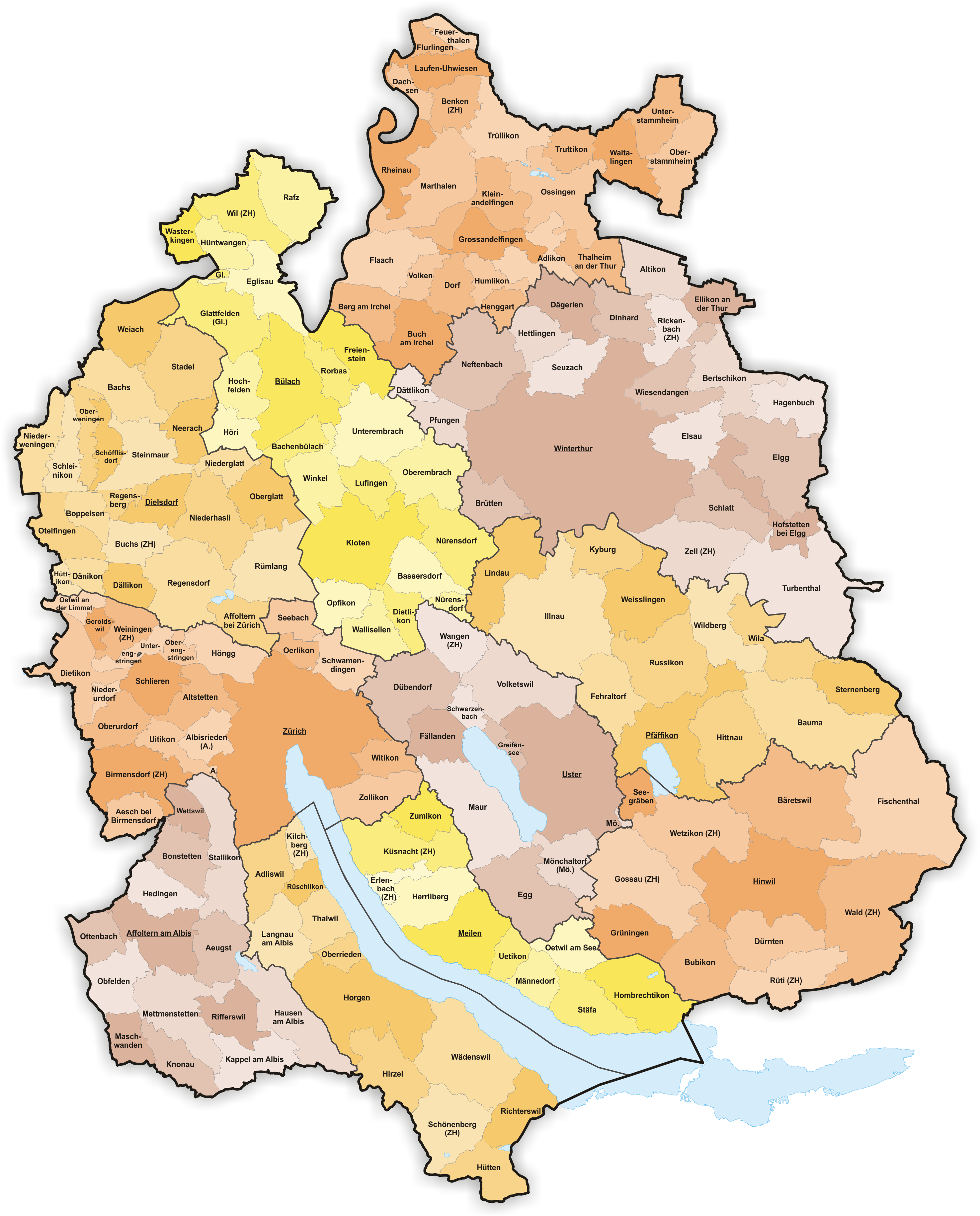
Gemeinden bis 30.09.1930
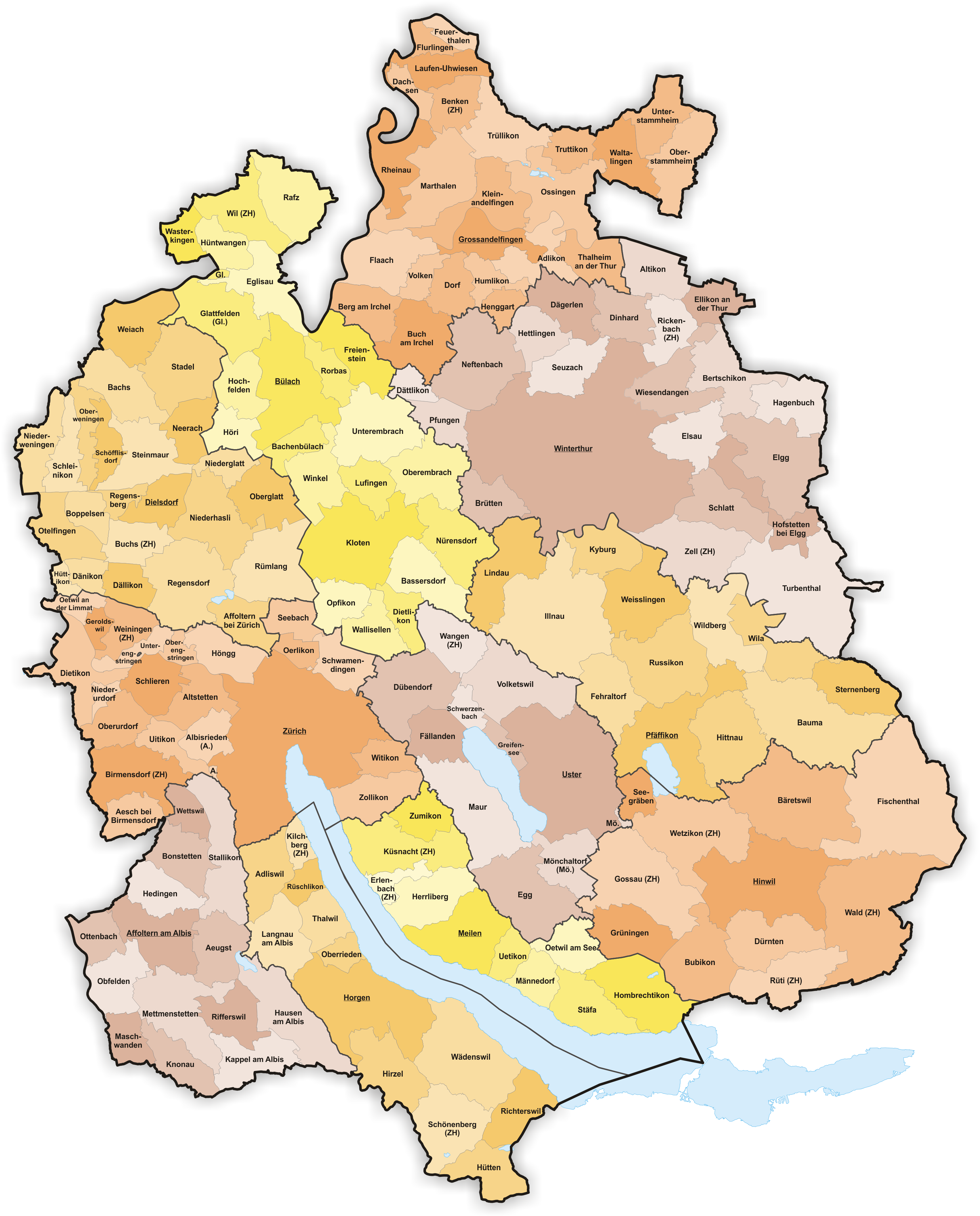
Gemeinden bis 31.12.1930
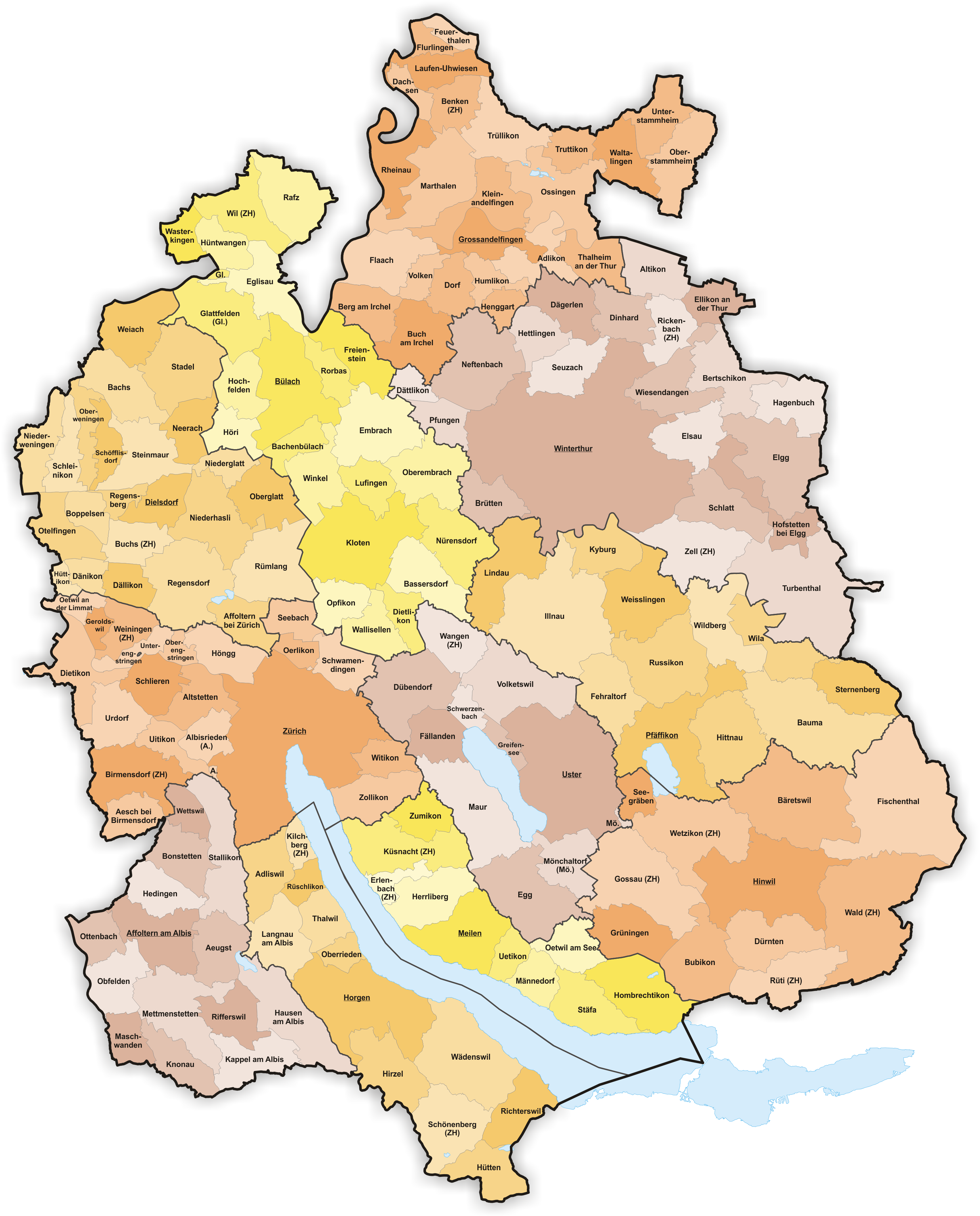
Gemeinden bis 1933
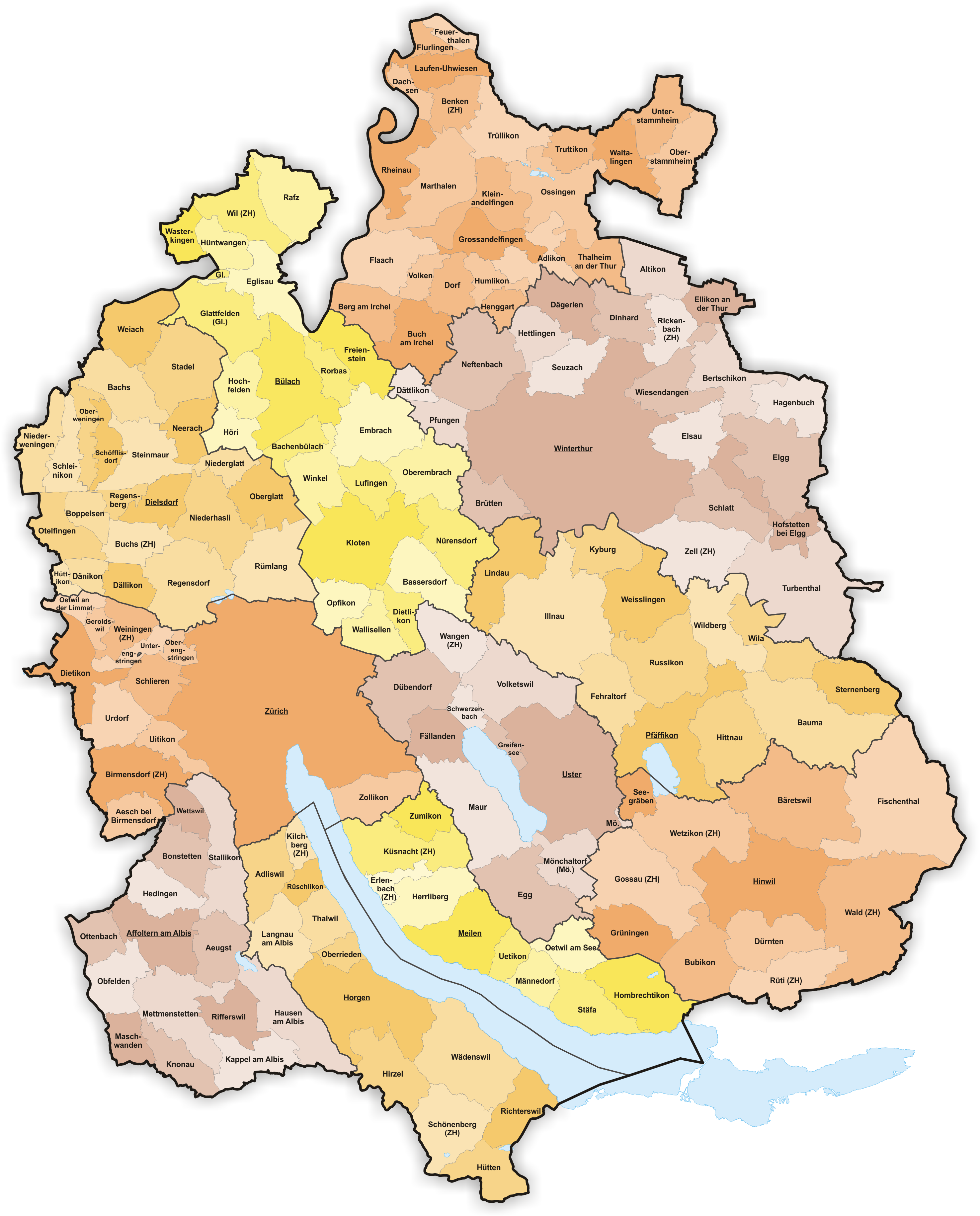
Gemeinden bis 1957
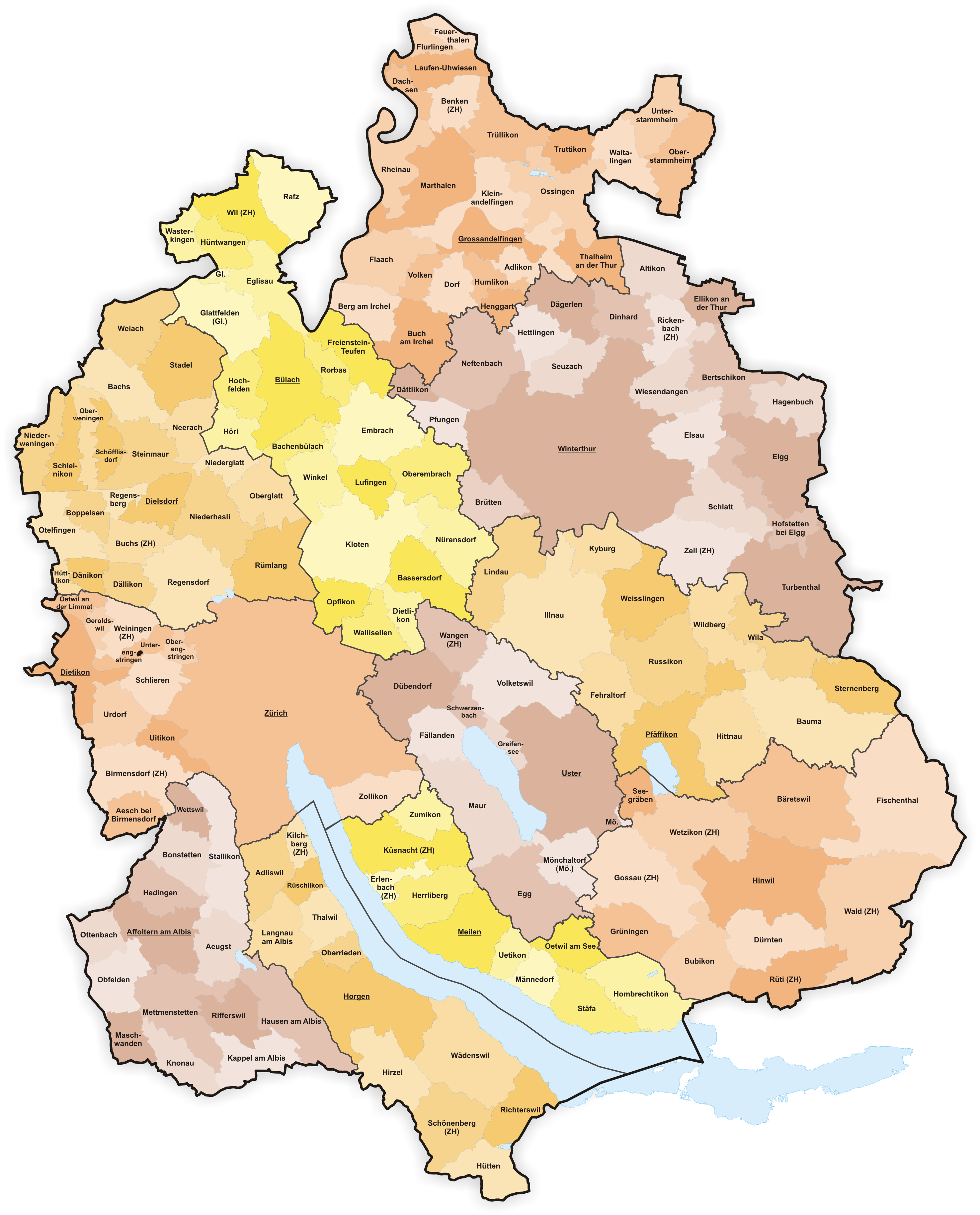
Gemeinden bis 1969
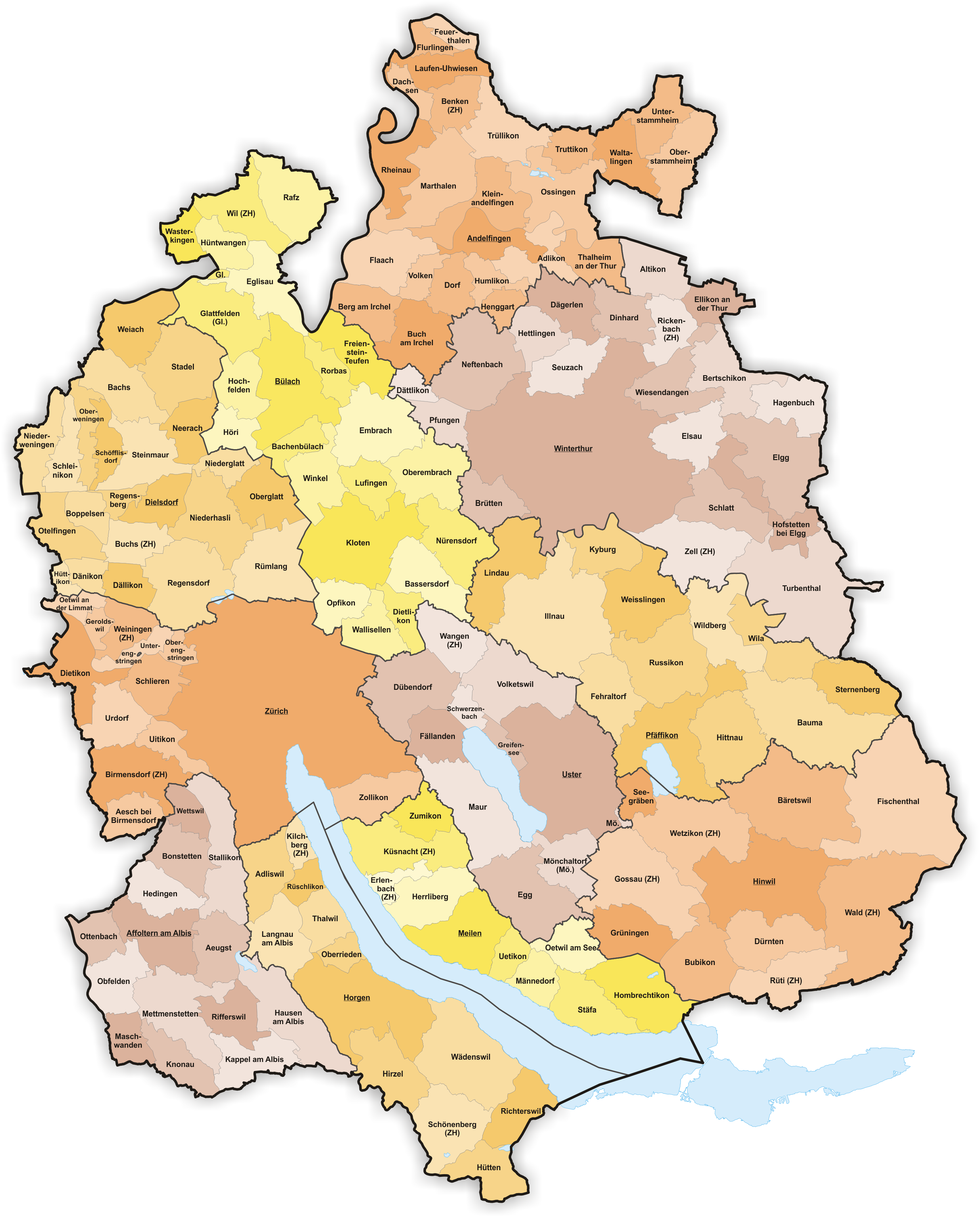
Gemeinden bis 1974
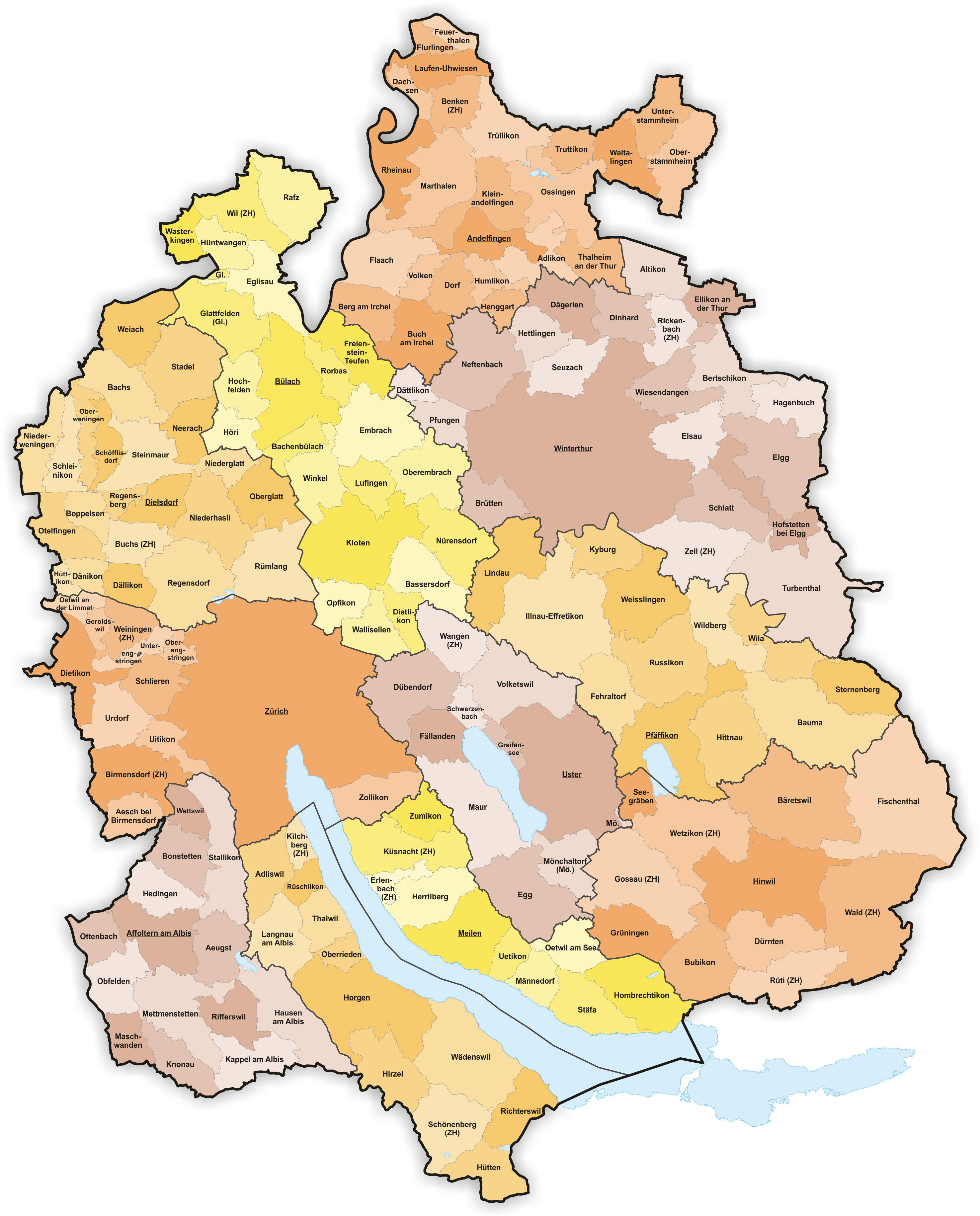
Gemeinden bis 1975
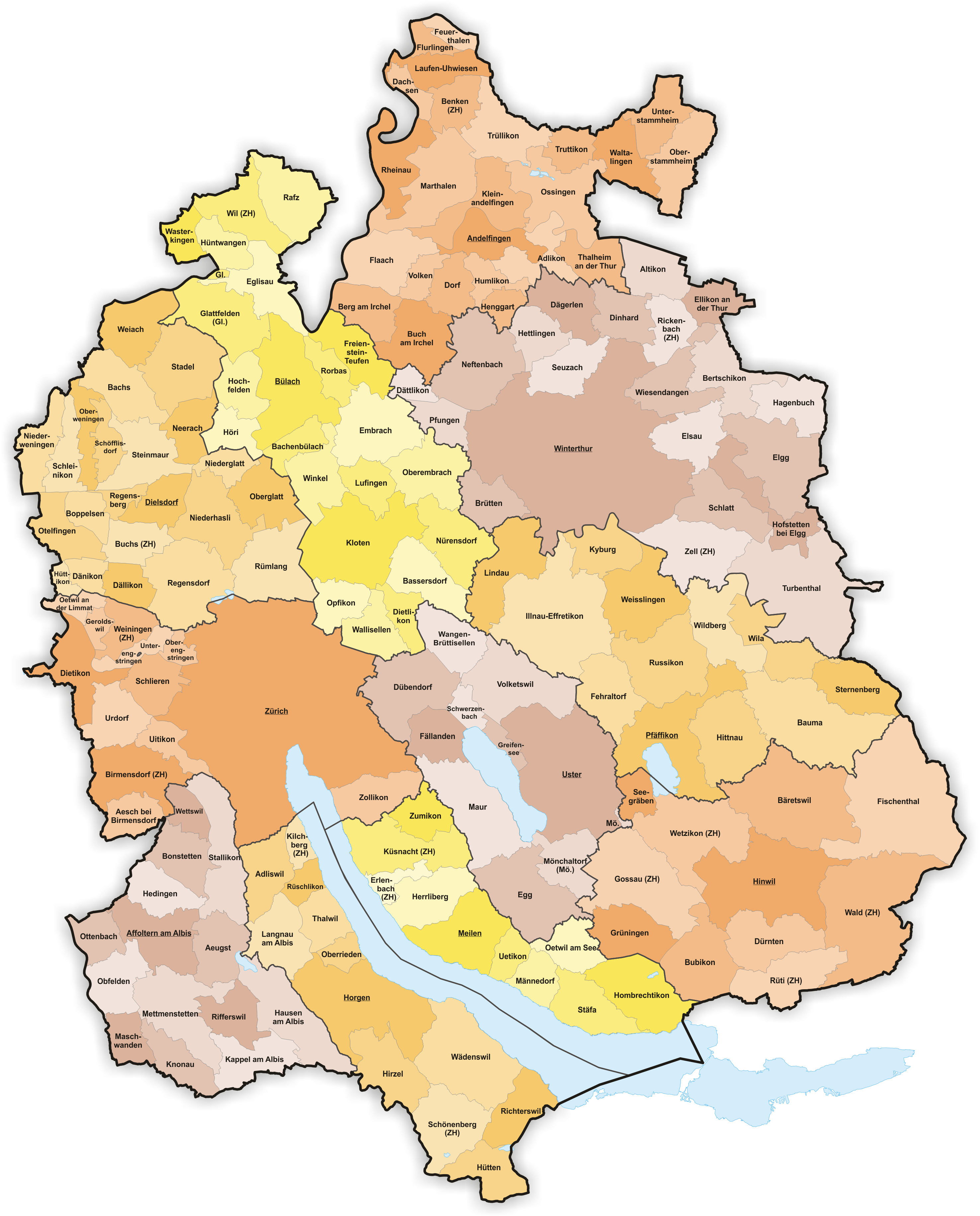
Gemeinden bis 1976
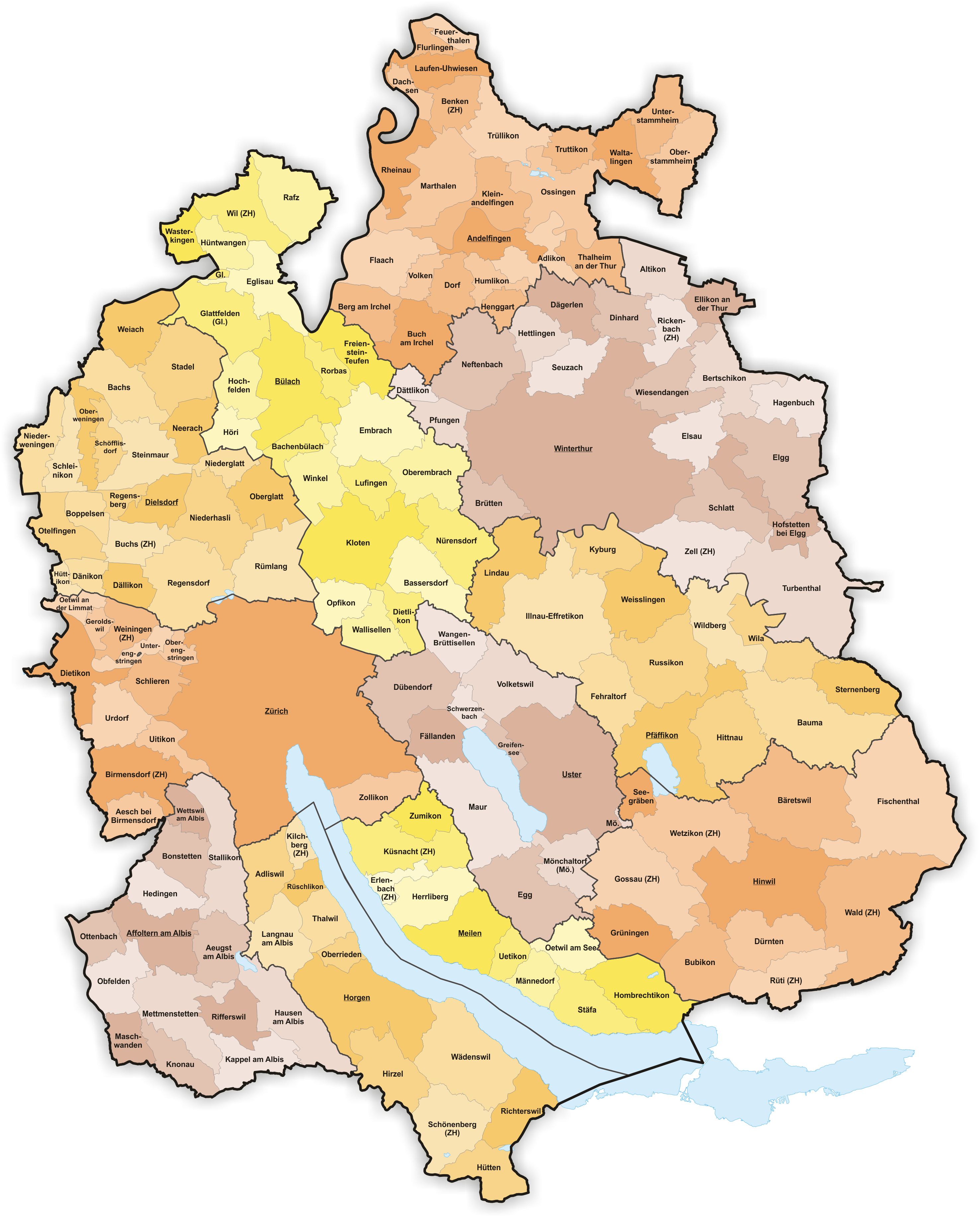
Gemeinden bis 1977
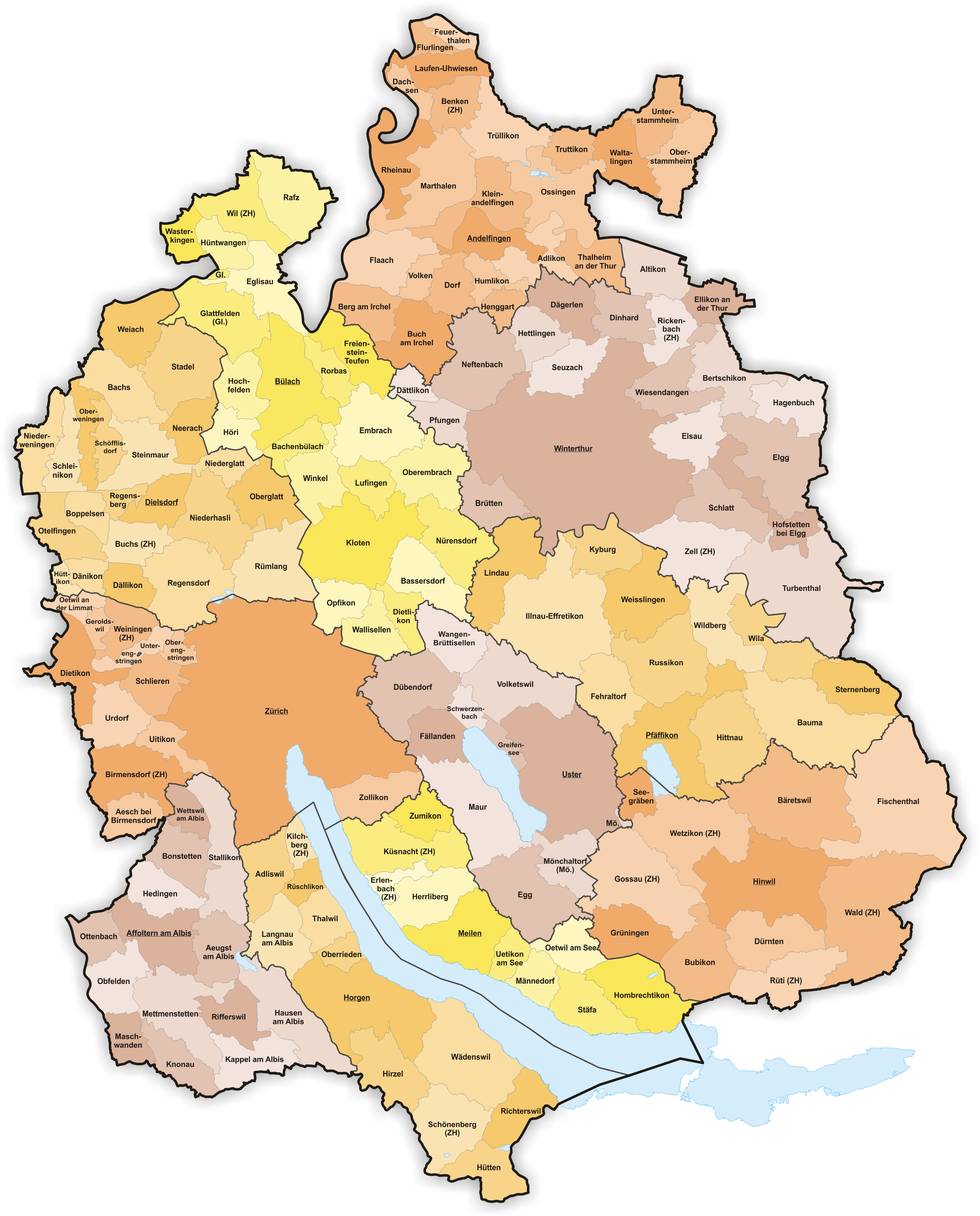
Gemeinden bis 1985
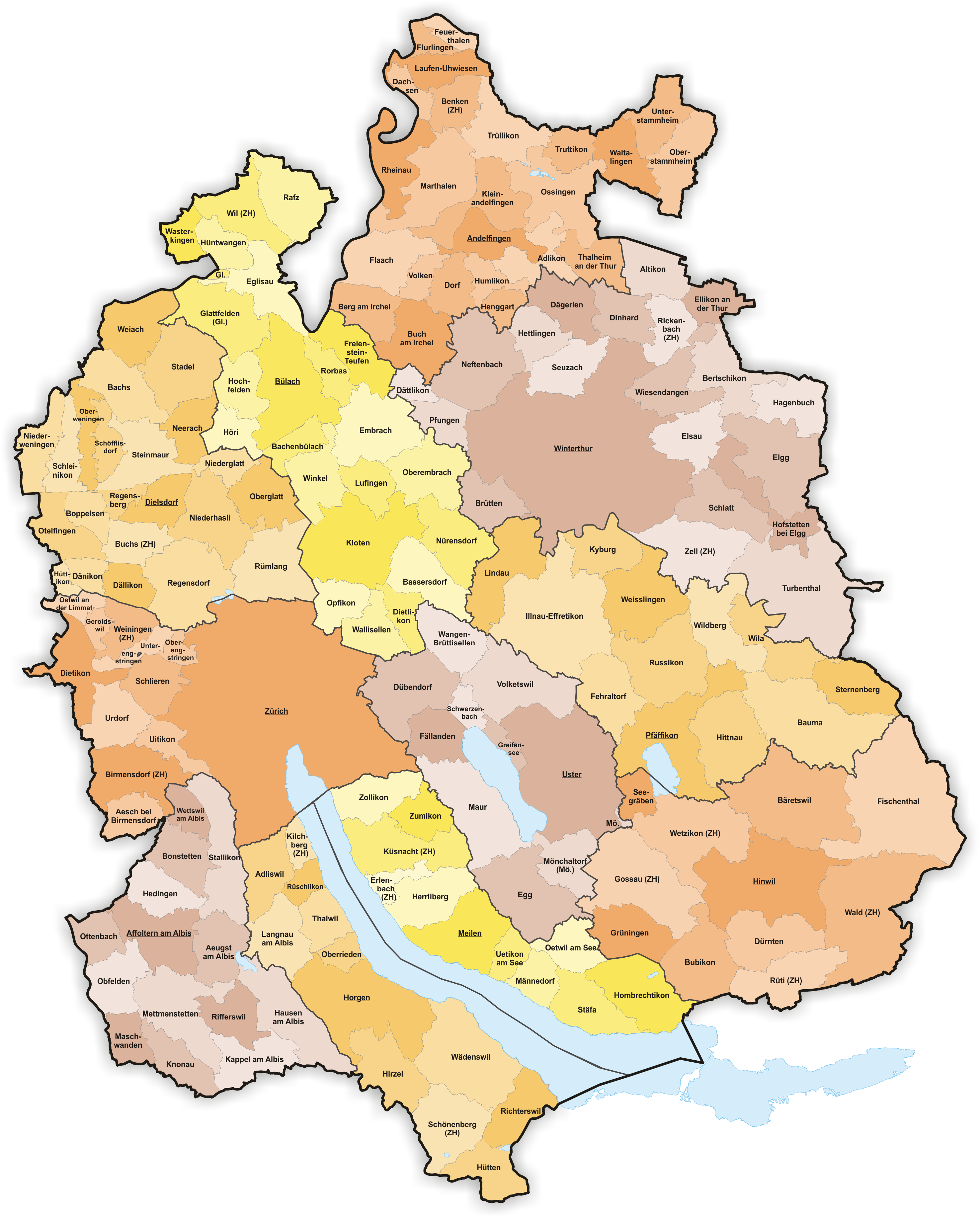
Gemeinden bis 1989
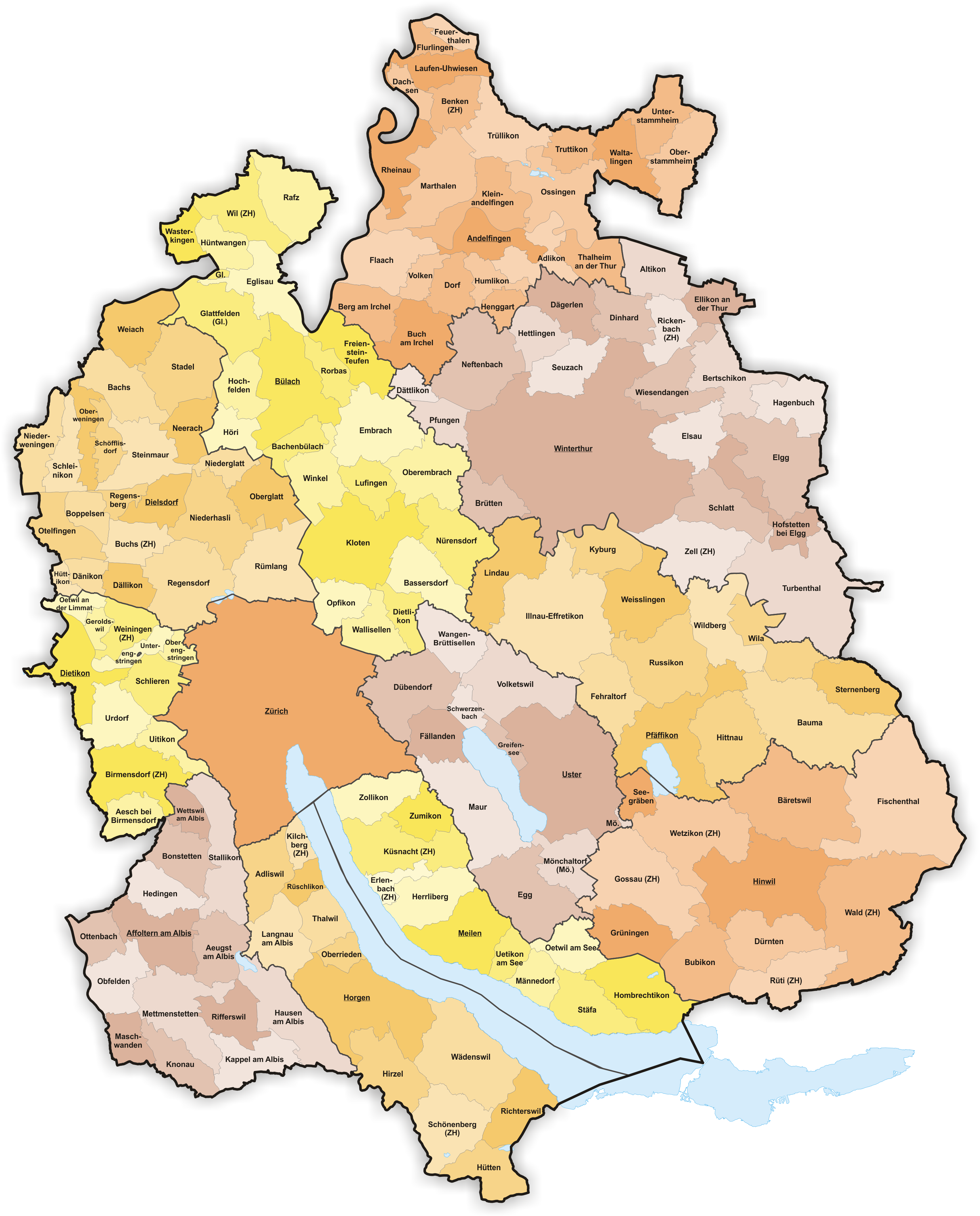
Gemeinden bis 1998
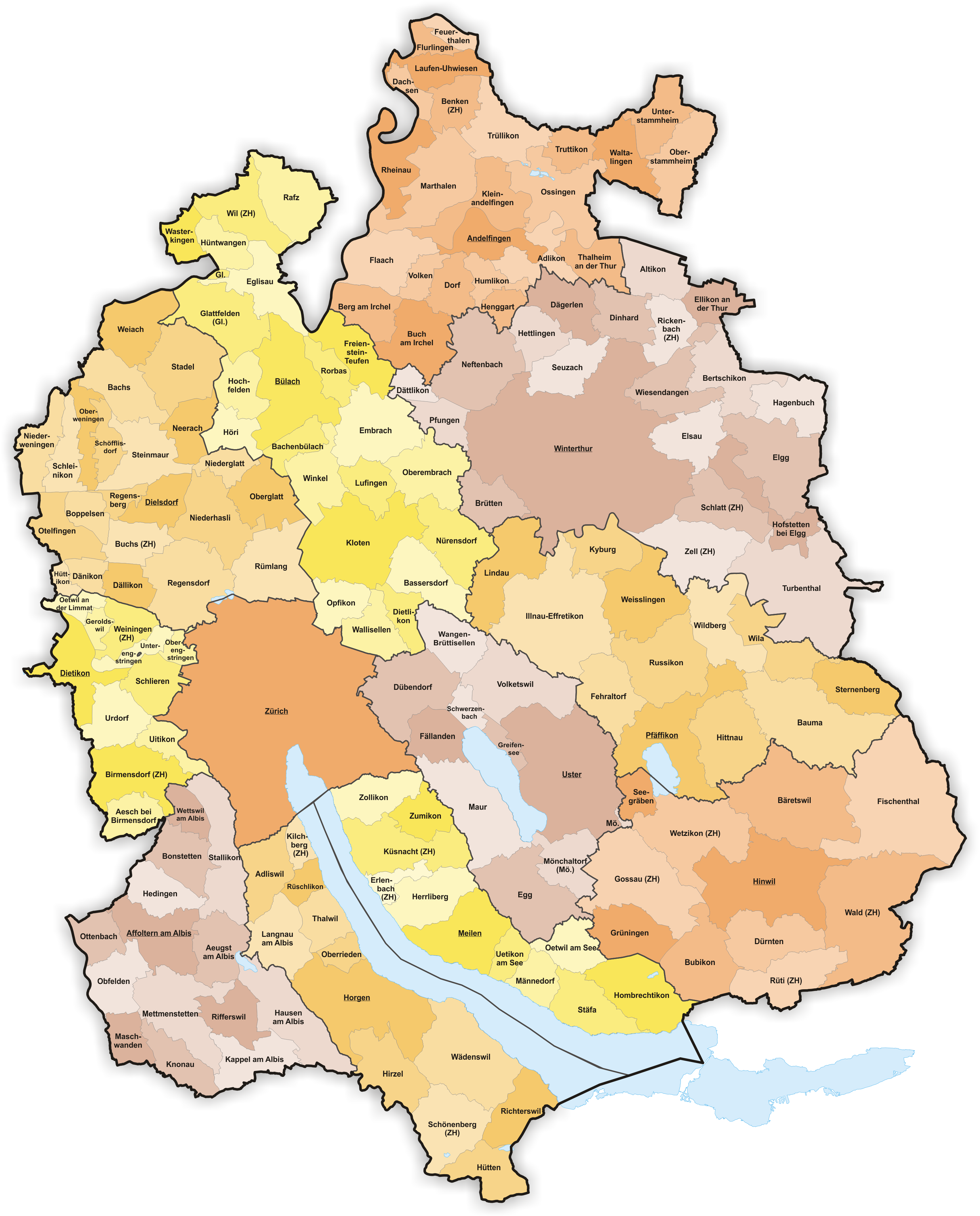
Gemeinden bis 2002
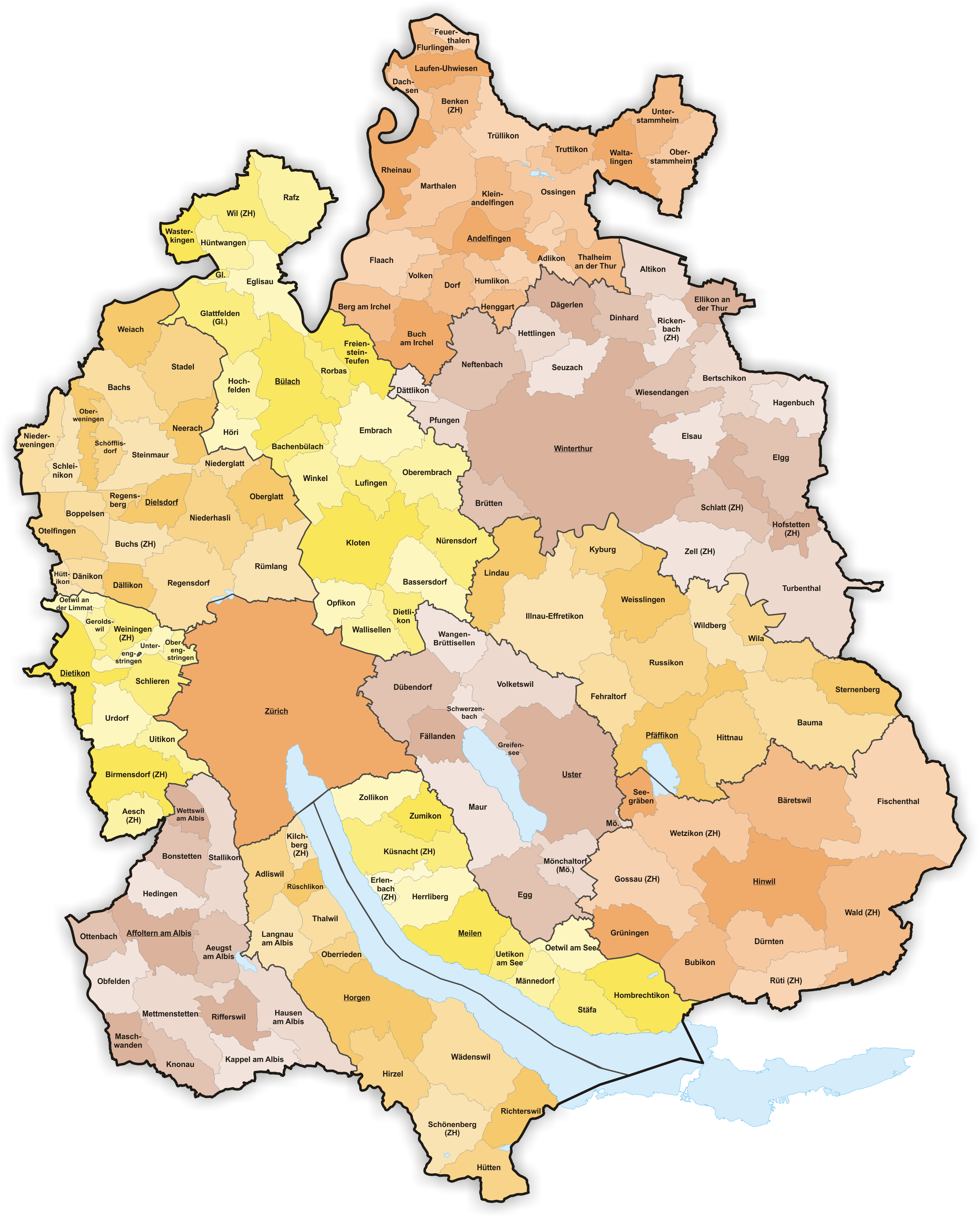
Gemeinden bis 2012
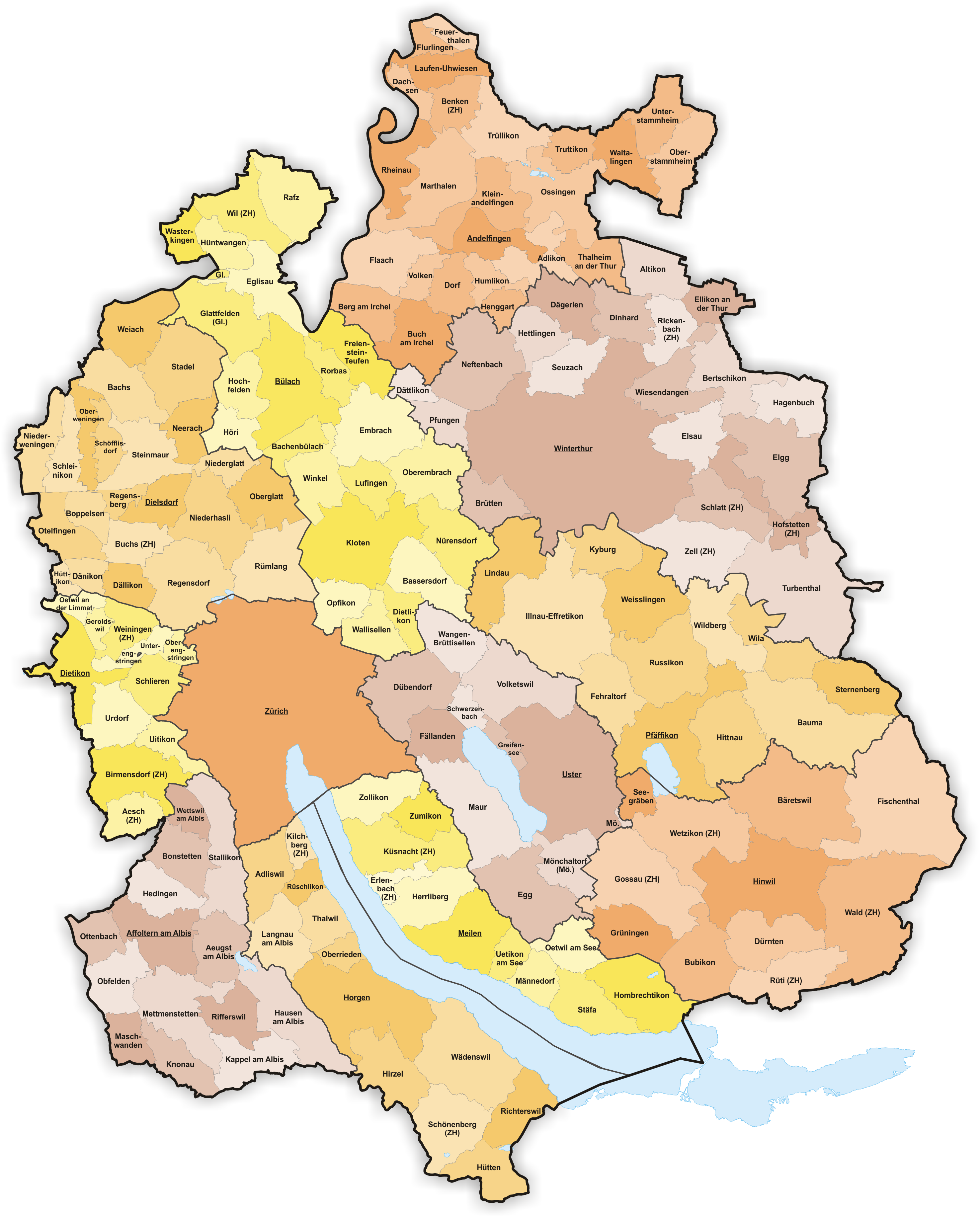
Gemeinden bis 2013
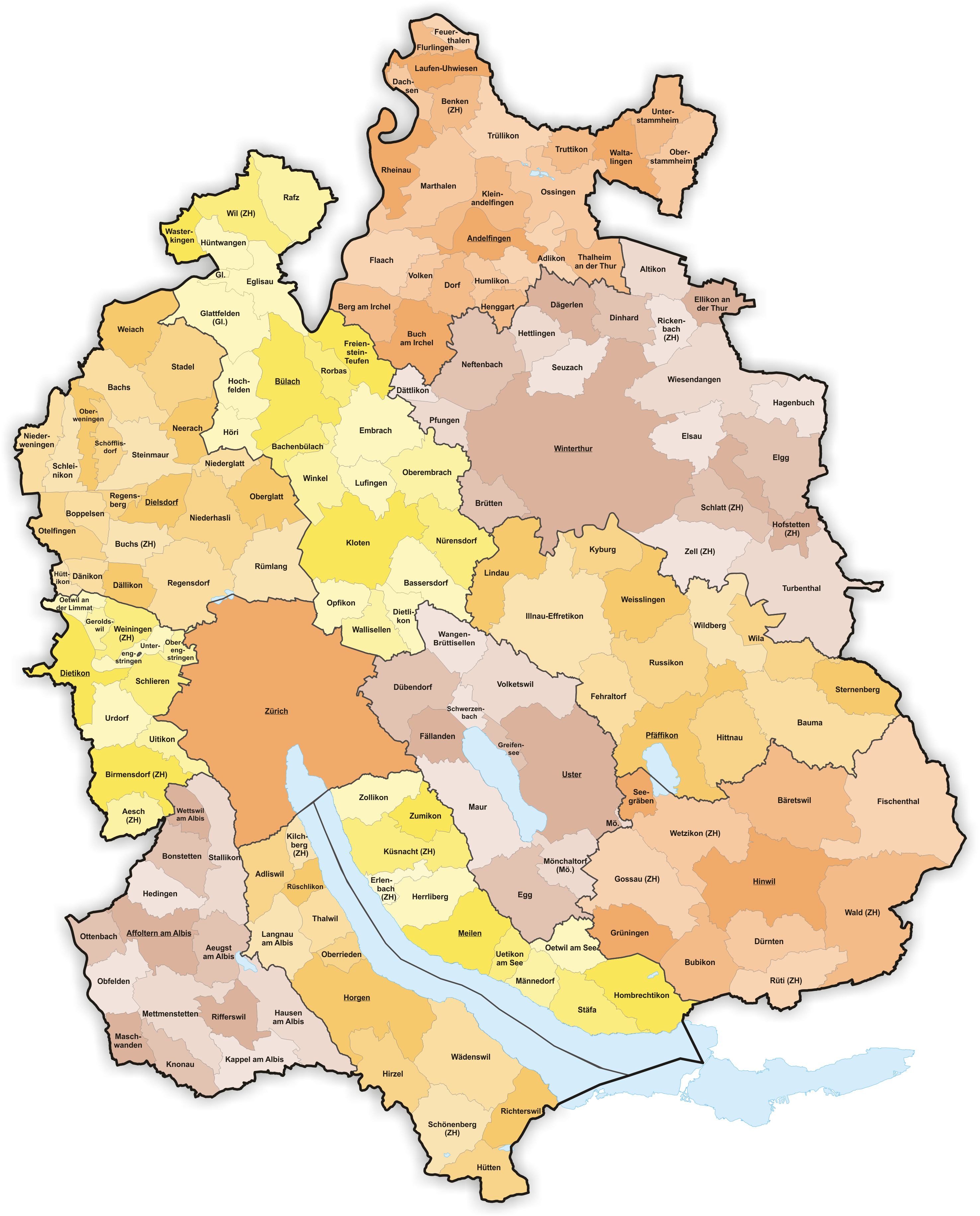
Gemeinden bis 2014
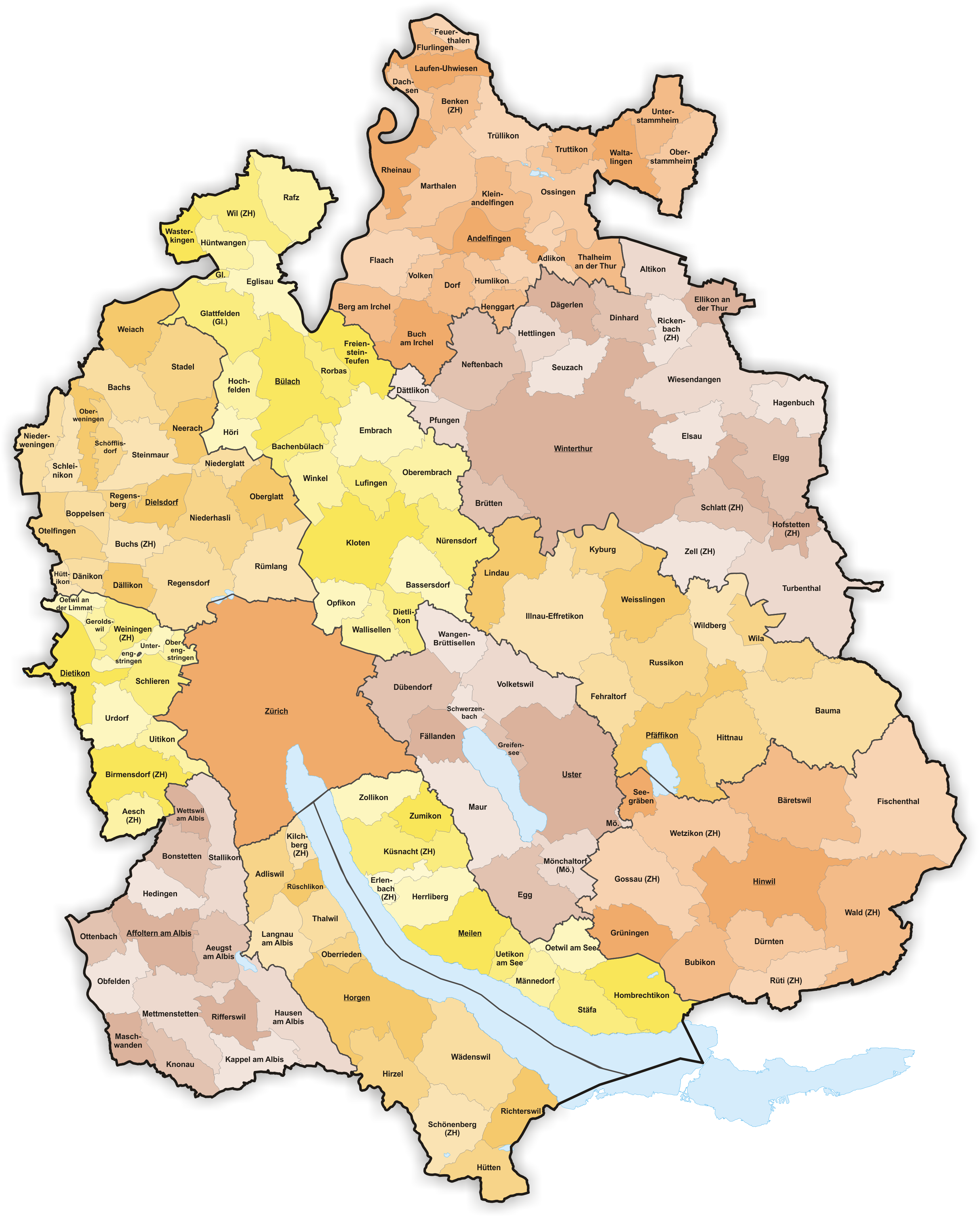
Gemeinden bis 2015
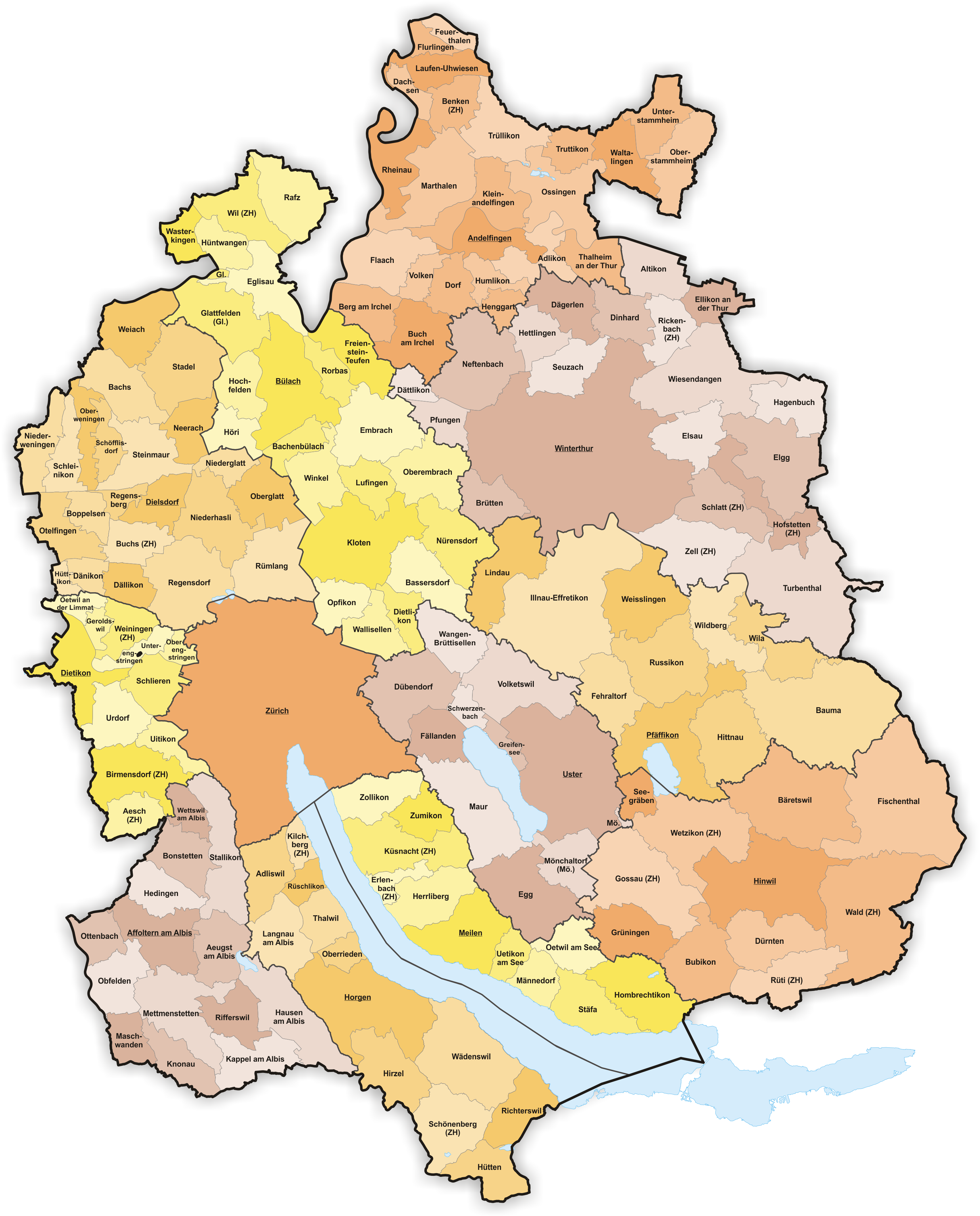
Gemeinden bis 2017
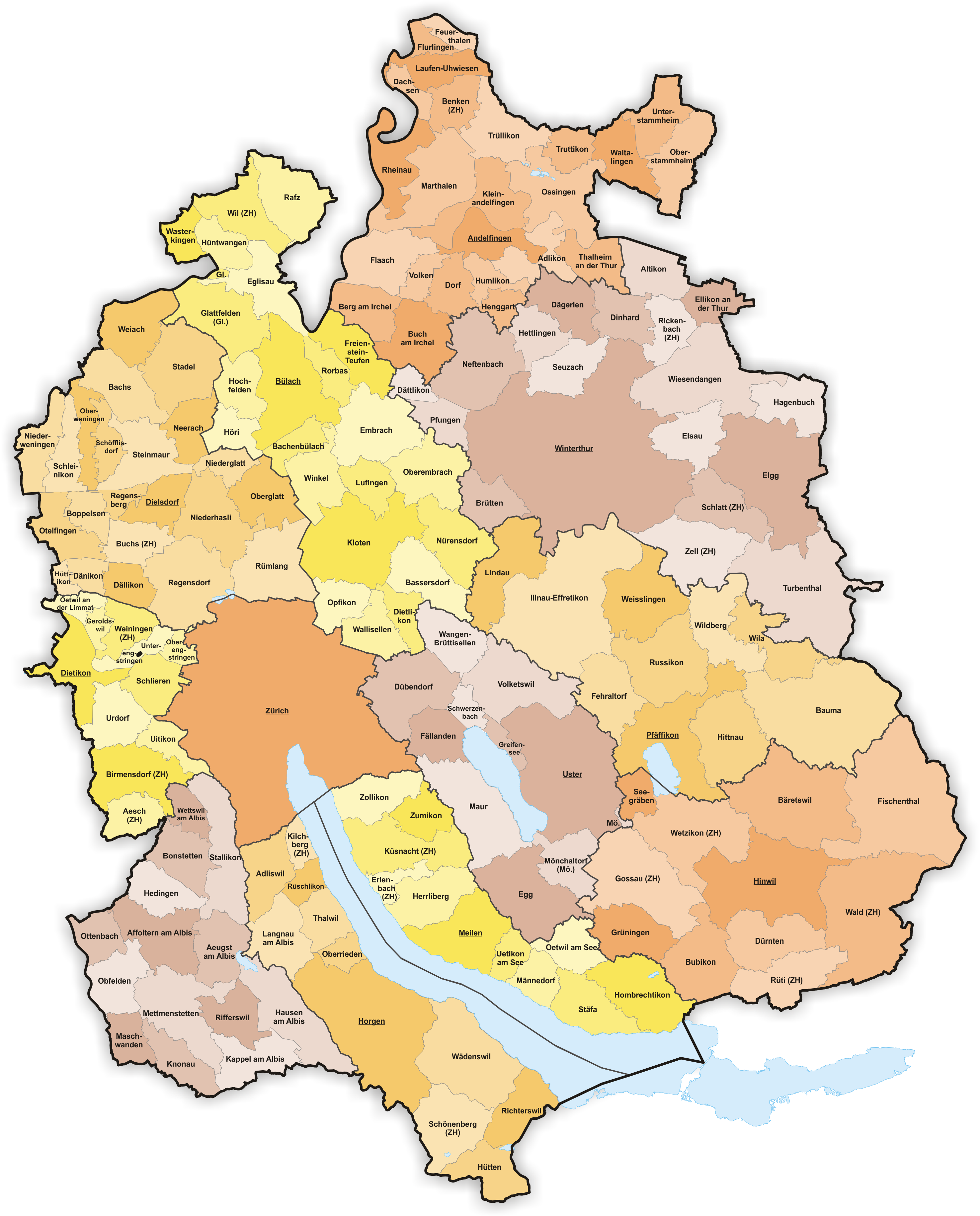
Gemeinden bis 2018
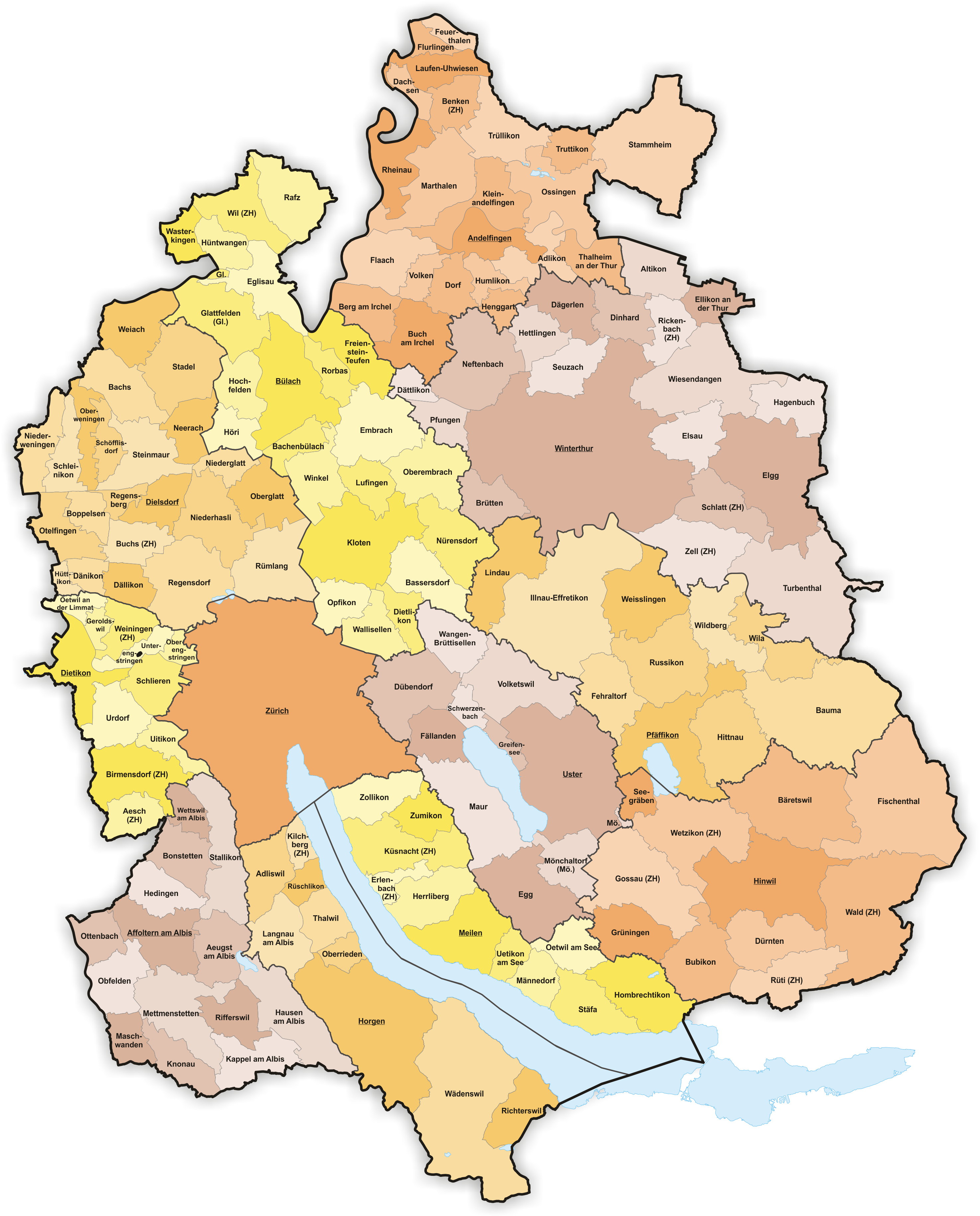
Gemeinden bis 2022
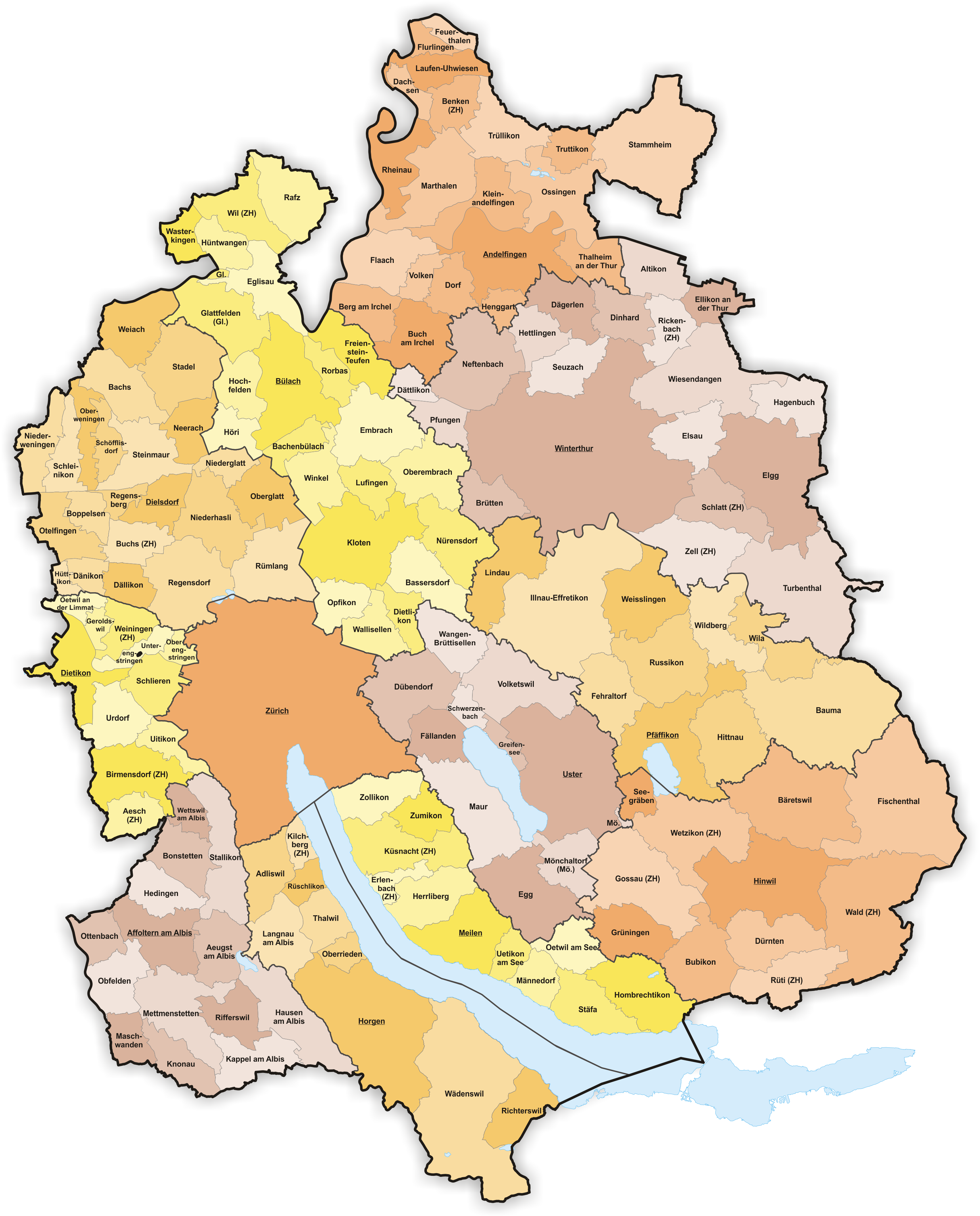
Gemeinden bis 2024

### Gemeindefusionen
- Abspaltung Opfikon von Kloten und Oberhusen von Seebach →  Fusion zu Opfikon (1803)
- Auflösung der Gemeinden Aussersihl, Enge, Fluntern, Hirslanden, Hottingen, Oberstrass, Riesbach, Unterstrass, Wiedikon,  Wipkingen, Wollishofen → Eingemeindung nach Zürich (1893)
- Auflösung der Gemeinden Raat-Schüpfheim und Windlach → Eingemeindung nach Stadel (1907)
- Auflösung der Gemeinde Rieden → Eingemeindung nach Wallisellen (1916)
- Auflösung der Gemeinden Oberwinterthur, Seen, Töss, Veltheim und Wülflingen → Eingemeindung nach Winterthur (1922)
- Auflösung der Gemeinde Schottikon → Eingemeindung nach Elsau (1922)
- Auflösung der Gemeinden Niederurdorf und Oberurdorf → Zusammenschluss zur neuen Gemeinde Urdorf (1931)
- Auflösung der Gemeinden Affoltern bei Zürich, Albisrieden, Altstetten, Höngg, Oerlikon, Schwamendingen, Seebach und Witikon → Eingemeindung nach Zürich (1934)
- Auflösung der Gemeinde Bertschikon bei Attikon → Eingemeindung nach Wiesendangen (2014)
- Auflösung der Gemeinde Sternenberg → Eingemeindung nach Bauma (2015)
- Auflösung der Gemeinde Kyburg → Eingemeindung nach Illnau-Effretikon (2016)
- Auflösung der Gemeinde Hirzel → Eingemeindung nach Horgen (2018)
- Auflösung der Gemeinde Hofstetten (ZH) → Eingemeindung nach Elgg (2018)
- Auflösung der Gemeinden Oberstammheim, Unterstammheim und Waltalingen → Zusammenschluss zur neuen Gemeinde Stammheim (ZH) (2019)
- Auflösung der Gemeinden Hütten und Schönenberg → Eingemeindung nach Wädenswil (2019)
- Auflösung der Gemeinden Adlikon bei Andelfingen und Humlikon → Eingemeindung nach Andelfingen (2023)

### Trennungen
- Abtrennung von Toussen, Bickwil, Wolsen, Oberlunnern und Unterlunnern von der Gemeinde Ottenbach → Aufteilung auf die neuen Gemeinden Ottenbach und Obfelden (1847)
- Auflösung der Gemeinde Schwamendingen → Aufteilung auf die neuen Gemeinden Schwamendingen und Oerlikon (1871)
- Auflösung der Gemeinde Adlikon → Aufteilung auf die neuen Gemeinden Adlikon und Humlikon (1872)
- Auflösung der Gemeinde Trüllikon → Aufteilung auf die neuen Gemeinden Trüllikon und Truttikon (1879)

### Namensänderungen
- Dorlikon → Thalheim an der Thur (1. Januar 1878)
- Hausen → Hausen am Albis (1. Januar 1911)
- Kappel → Kappel am Albis (1. Januar 1911)
- Unterembrach → Embrach (1. Januar 1931)
- Freienstein → Freienstein-Teufen (1. Januar 1958)
- Grossandelfingen → Andelfingen (1. Januar 1970)
- Illnau → Illnau-Effretikon (1. Januar 1974)
- Aeugst → Aeugst am Albis (1. Januar 1976)
- Wettswil → Wettswil am Albis (1. Januar 1976)
- Aesch bei Birmensdorf → Aesch (ZH) (1. Januar 2003)
- Hofstetten bei Elgg → Hofstetten (ZH) (1. Januar 2003)

### Landabtausche
- Weiler Obere Hueb Buch am Irchel → Neftenbach (1. Januar 2013)
- Weiler Obholz Kloten → Nürensdorf (1. März 2024)